# Musée des beaux-arts de Montréal
Pour les articles homonymes, voir MBAM.
Le Musée des beaux-arts de Montréal (MBAM), fondé en 1860, est un musée basé à Montréal et consacré à la promotion du patrimoine artistique québécois, canadien et international. Sa collection encyclopédique compte plus de 43 000 œuvres. La collection des arts décoratifs contemporains est l'une des plus remarquables d'Amérique du Nord. Le musée est constitué de cinq bâtiments : les pavillons Jean-Noël Desmarais d'art moderne et contemporain et expositions temporaires, Michal et Renata Hornstein de cultures du monde, Liliane et David M. Stewart d'arts décoratifs et de design, Claire et Marc Bourgie d'art québécois et canadien, l'église Erskine and American et le Pavillon pour la Paix Michal et Renata Hornstein d'art international. Le campus muséal est situé de part et d'autre de la rue Sherbrooke Ouest, au cœur du centre-ville de Montréal. La bibliothèque du musée consacrée à l'histoire de l'art est l'une des plus importantes du genre au Québec et au Canada.

## Histoire

### Débuts

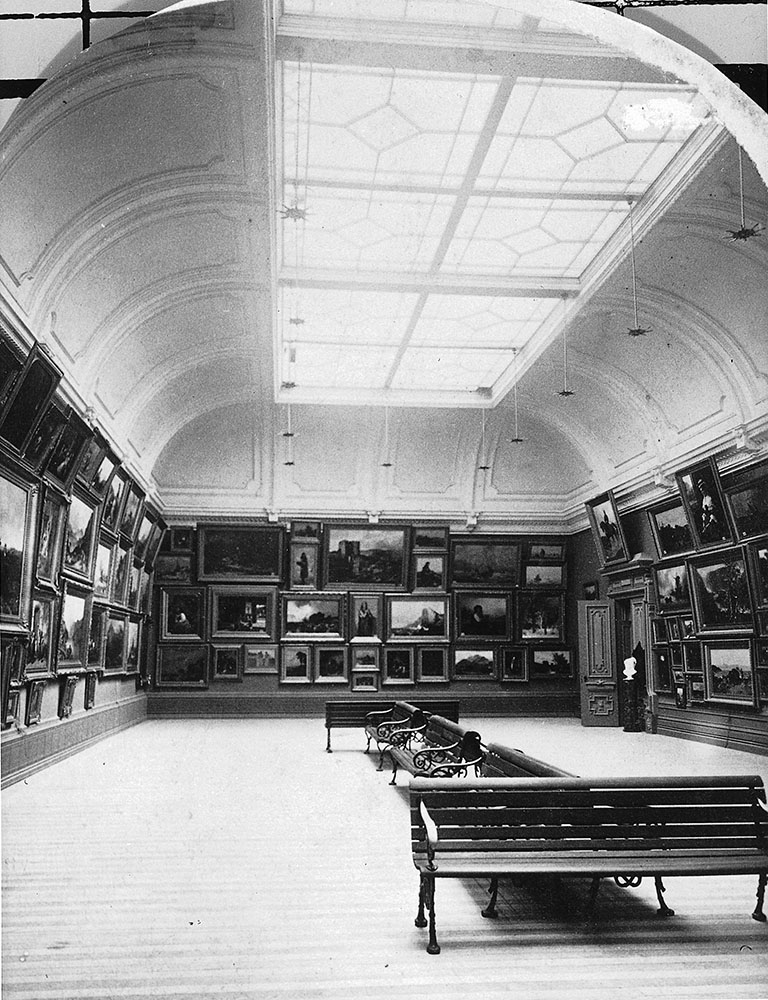
Salle d'exposition, 1879

Fondée le 23 avril 1860 par un groupe de notables dont Mgr Francis Fulford et le photographe William Notman, l'Art Association of Montreal avait pour but d’« encourager le goût des beaux-arts parmi la population de la ville ».
Faute de local permanent pour les conserver, l'Art Association ne peut acquérir les œuvres qu'elle exposait ou que lui proposaient les collectionneurs. Pendant près de vingt ans, elle demeure une organisation itinérante tenant ses expositions dans différents salles montréalaises.
En 1877, l'Art Association reçoit un legs exceptionnel de l'homme d'affaires montréalais Benaiah Gibb. Il fait don de l'essentiel de sa collection d'art soit 72 tableaux et 4 bronzes. De plus, il donne à l'institution montréalaise un terrain à l'angle nord-est du Carré Philips (Montréal) ainsi qu'une somme de 8 000 $CAD à condition que l'on construise un nouveau musée d'ici trois ans. Le 26 mai 1879, le gouverneur général du Canada, Sir John Douglas Sutherland Campbell, inaugurait l'Art Gallery de l'Art Association de Montréal, premier édifice de l'histoire du Canada réalisé spécifiquement pour recevoir une collection d'art. Conçu par John William et E.C. Hopkins, l'Art Gallery du Carré Philips comprenait une salle d’exposition, une autre plus petite réservée aux œuvres graphiques ainsi qu'un cabinet de lecture et un embryon d’école d’art. Le musée est agrandi en 1893. L’Art Association y expose annuellement des œuvres prêtées par ses membres et y organise un Salon du Printemps consacré aux artistes canadiens vivants.

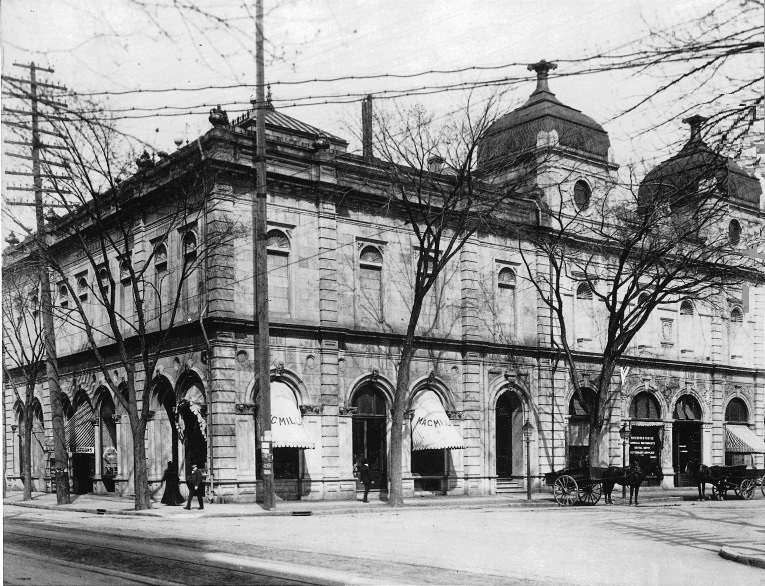
Le deuxième édifice, vers 1893

Le legs de Benaiah Gibb allait agir comme un véritable coup de départ de la collection : il déclenche un engouement certain et les dons se multiplient.
L'Art Association of Montreal avait été dirigé par Robert Harris depuis 1883. En 1886, le peintre d'origine écossaise William Brymner prend en charge la direction de l'école. Il demeure en poste jusqu'en 1921. Durant son mandat, plusieurs élèves s'initient à la peinture et développent leur goût pour les arts. Certains deviennent des artistes connus, comme Clarence Gagnon, Edwin Holgate, Anne Savage et Prudence Heward. Il s'occupe également de l'Art Gallery dont il réorganise les salles.
En 1893, John W. Tempest fait un legs à l'art Association de plusieurs peintures et d'un fonds destiné à l'acquisition de nouvelles œuvres. Grâce à cette impulsion et à son effet d'entraînement, l'Art Gallery doit s'agrandir et annexe des bâtiments du Carré Philips. Les dons enrichissent ses collections.

### Déménagement sur la rue Sherbrooke en 1912
En 1909, un important legs, dont plus de 130 tableaux, de William John Learmont et de sa sœur Agnes pousse l'Art Gallery à ses limites. Trop à l'étroit, l'Art Association considère fortement l'idée d'un déménagement du Square Phillips vers le Mille carré doré où l'on retrouvait alors la majorité de l'élite financière montréalaise. On eut l'idée d'acheter la maison Holton (qui était abandonnée) pour y construire le nouveau musée. On convainquit le sénateur Robert Mackay de vendre cette maison située sur la rue Sherbrooke à un bon prix. On forma un comité responsable de la construction où l'on retrouve les leaders montréalais de l'époque : James Ross, Richard B. Angus, Vincent Meredith, Louis-Joseph Forget et David Morrice (le père du peintre James Wilson Morrice). La plupart des membres de ce comité offrirent une somme considérable pour la construction du musée.
Après avoir réalisé un concours restreint pour trouver la firme d'architecte où trois bureaux d'architectes sont invités à présenter leur candidature, le Comité du musée choisit le projet des frères Edward Maxwell et William Sutherland Maxwell. Formés dans la tradition dite Beaux-Arts, ils proposent un bâtiment fidèle au goût français de l'époque, sobre et majestueux. Les travaux débutent à l'été 1910 pour se terminer à l'automne 1912.

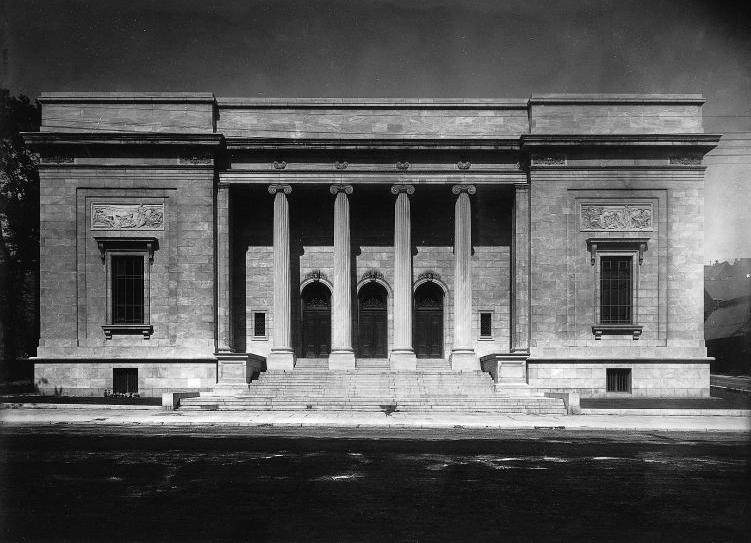
Le nouveau bâtiment, 1913

Le 9 décembre 1912, le gouverneur général du Canada, le prince Arthur du Royaume-Uni, duc de Connaught et Strathearn, inaugure le nouveau musée de l’Art Association of Montreal sur la rue Sherbrooke ouest devant 3 000 personnes présentes pour l'occasion. Le bâtiment de style classique et symétrique, avec un portique soutenu par quatre colonnes de style ionique, est bien accueilli. Les quatre colonnes sont taillées dans un seul bloc de marbre. La façade est ornée de bas-reliefs évoquant les traditions de l'art et de plusieurs éléments décoratifs autour d'imposantes portes d'entrée en chêne massif.
Le nouveau bâtiment connaît un succès immédiat, mais l'élan est contrecarré par la Première Guerre mondiale.
Entre-temps, les collections s'enrichissent. Sous l'impulsion de Percy Erskine Nobbs, professeur d'architecture, et de Brymner, une section d'arts décoratifs est inaugurée, dont la direction est confiée à Cleveland Morgan. Plusieurs donateurs continuent de léguer d'importantes œuvres à l'Art Association. Le fonds d’œuvres devient de plus en plus éclectique, affirmant déjà la future vocation encyclopédique du musée.
En 1922, le musée s'ouvre pour la première fois un dimanche afin de permettre un élargissement des visiteurs qui travaillaient souvent six jours par semaine et ne pouvaient donc pas fréquenter le musée.
L'année suivante, après le départ de Brymner, l'École des beaux-arts voit le jour. Son influence sera grande dans le milieu des arts, détournant notamment les francophones de l'Art Association qui n'en continue pas moins ses activités et ses acquisitions, notamment du patrimoine canadien et québécois, ainsi que de formation artistique, y compris auprès des enfants.
À l'instigation de Harry Arunah Norton, qui fait partie du conseil d'administration de l'Art Association, et de sa sœur Helen, la construction d'une annexe est proposée et voit le jour en 1939. Appelée Norton, les six salles de cette annexe abritent des expositions et l'important legs de verreries et de vases antiques des Norton en 1953. Quelques années plus tôt, en 1945, l'Art Association prend possession du legs d'Adaline Van Horne, la fille de William Cornelius Van Horne. C'est à l'époque le plus important don à l'institution.

### Ère moderne
En 1949, l'Art Association de Montréal, à l'initiative de son directeur Robert Tyler Davis, nommé deux ans plus tôt, adopte le nom de « Musée des beaux-arts de Montréal », plus représentatif de la nature de l'institution et de sa vocation encyclopédique. La même année, le pendant pédagogique de l'Art Association prend un nouvel essor avec l'arrivée du peintre Arthur Lismer qui dirigera l'école d'art et de design jusqu'en 1967. L'école favorisera l'émergence de la modernité dans la peinture québécoise et influencera l'évolution du musée.
En 1952, John Steegman succède à Davis à la tête du musée. Durant son mandat jusqu'en 1959, Steegman réussit à attirer de plus en plus de visiteurs, mais sa prédilection pour l'art figuratif lui vaut la réprobation du milieu des peintres modernes dont la réputation s'élargissait et qui bénéficieront d'importantes rétrospectives au musée, sous le mandat du directeur suivant, Evan H. Turner. Ce dernier organise plusieurs expositions dans le cadre du centenaire de l'institution qui accueille pour la première fois plus de 250 000 visiteurs par année.
Durant les années soixante, le musée acquiert une stature internationale, grâce notamment à des expositions prestigieuses comme Rembrandt et ses élèves en 1969.
Le 21 décembre 1972, le Musée des beaux-arts de Montréal obtient, grâce aux efforts de Sean Murphy et Jacques Brault, le statut de société à but non lucratif de type mixe, ce qui lui permet de recevoir des subventions gouvernementales.

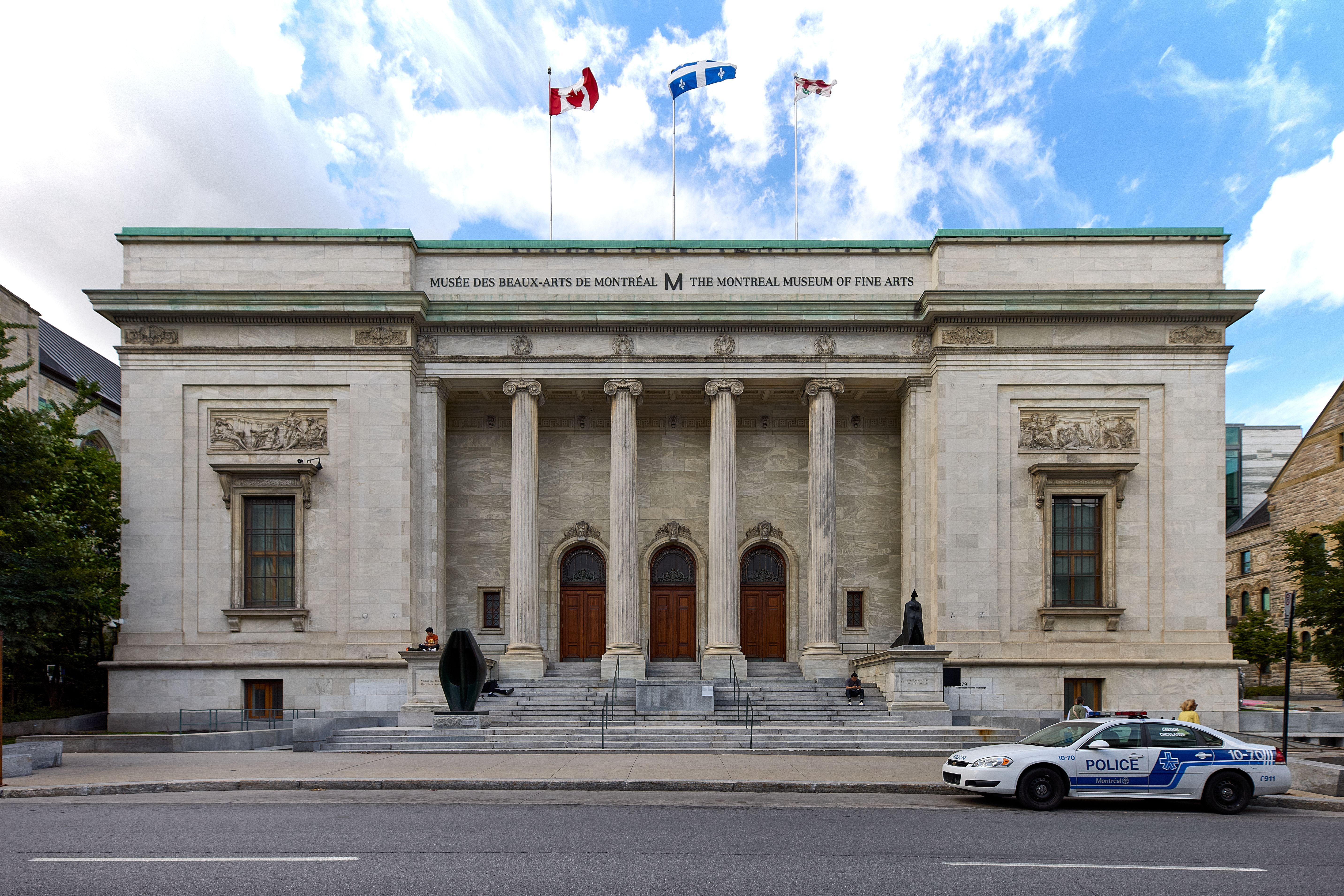
Le pavillon Michal et Renata Hornstein, 2022

Un agrandissement du musée est entrepris durant les années 1970 qui aboutira en 1976 au pavillon Liliane et David M. Stewart. Grâce à des dons privés, dont ceux des frères Robert et Jack Cummings, le gouvernement décide de s'impliquer dans le financement. Conçu par l'architecte Fred Lebensold, le bâtiment est directement adossé à l'arrière du pavillon Michal et Renata Hornstein. L'aspect très moderniste et dépouillé de la construction, faite de structures de ciment disposées le long de la rue du Musée, contraste avec l'architecture classique du premier pavillon. Il suscite une certaine polémique à l'époque, malgré les innovations comme le plafond en caisson permettant un éclairage varié sur rails et le vaste aménagement libre intérieur. Le pavillon abrite près de 900 objets d'art décoratif et de design. La plupart proviennent de la générosité des dons de Liliane et David M. Stewart, d'où le nom du pavillon. La collection touche au mobilier, au verre, à l'argenterie, au textile, à la céramique et au design industriel. Plusieurs pays et époques sont représentés, ce qui permet au visiteur de comparer l'ancien et le nouveau, ainsi que la diversité des matériaux qui entrent dans la production de ces objets.
La venue de Bernard Lamarre en 1982 au poste de président du conseil d'administration du musée allait relancer l'institution après plusieurs années difficiles. Le musée retrouve, sous les mandats d'Alexandre Gaudieri et de Pierre Théberge, un prestige qui attire les foules et apaise les tensions. Bernard Lamarre initie même, au milieu des années 1980, l'idée d'un agrandissement majeur du musée qui mène à la réalisation pavillon Jean-Noël Desmarais. En 1991, ce troisième bâtiment, conçu par Moshe Safdie, voit le jour du côté sud de la rue, grâce aux contributions des gouvernements et du milieu des affaires, dont la famille Desmarais. Le concept de l'architecte Moshe Safdie intègre à son projet architectural les façades du New Sherbrooke, un immeuble d'appartements-hôtels qui occupe le site depuis 1905. Le pavillon est relié aux bâtiments du côté nord par un passage et des salles souterrains.

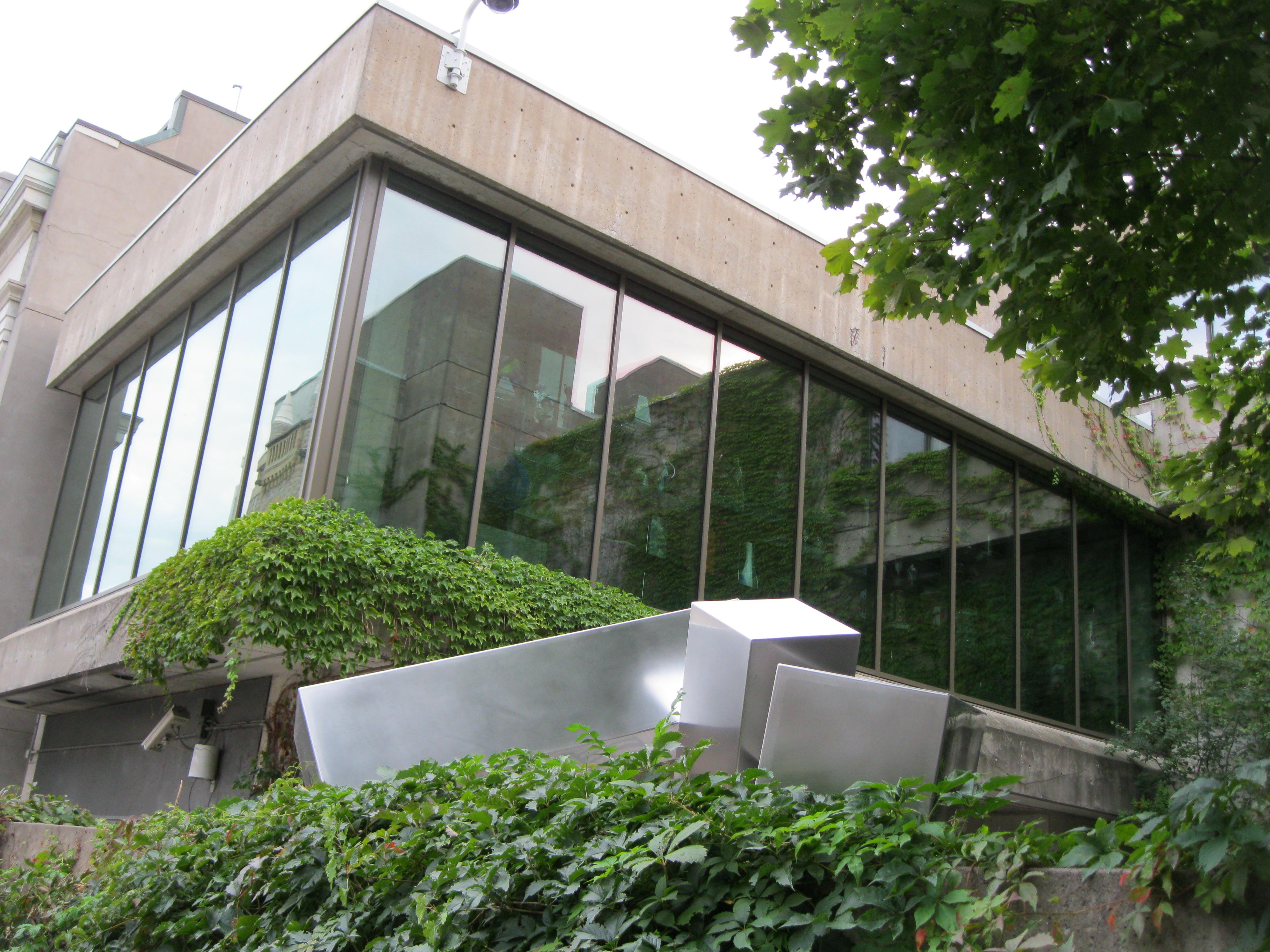
Aperçu du pavillon Liliane et David M. Stewart inauguré en 1976.
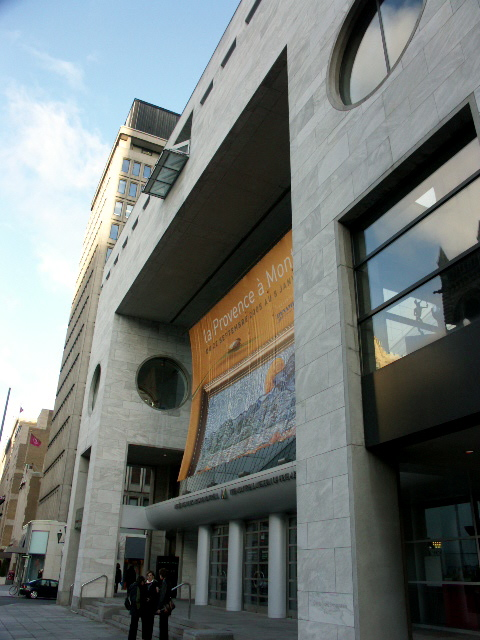
Bâtiment de 1991 — Pavillon Jean-Noël Desmarais.
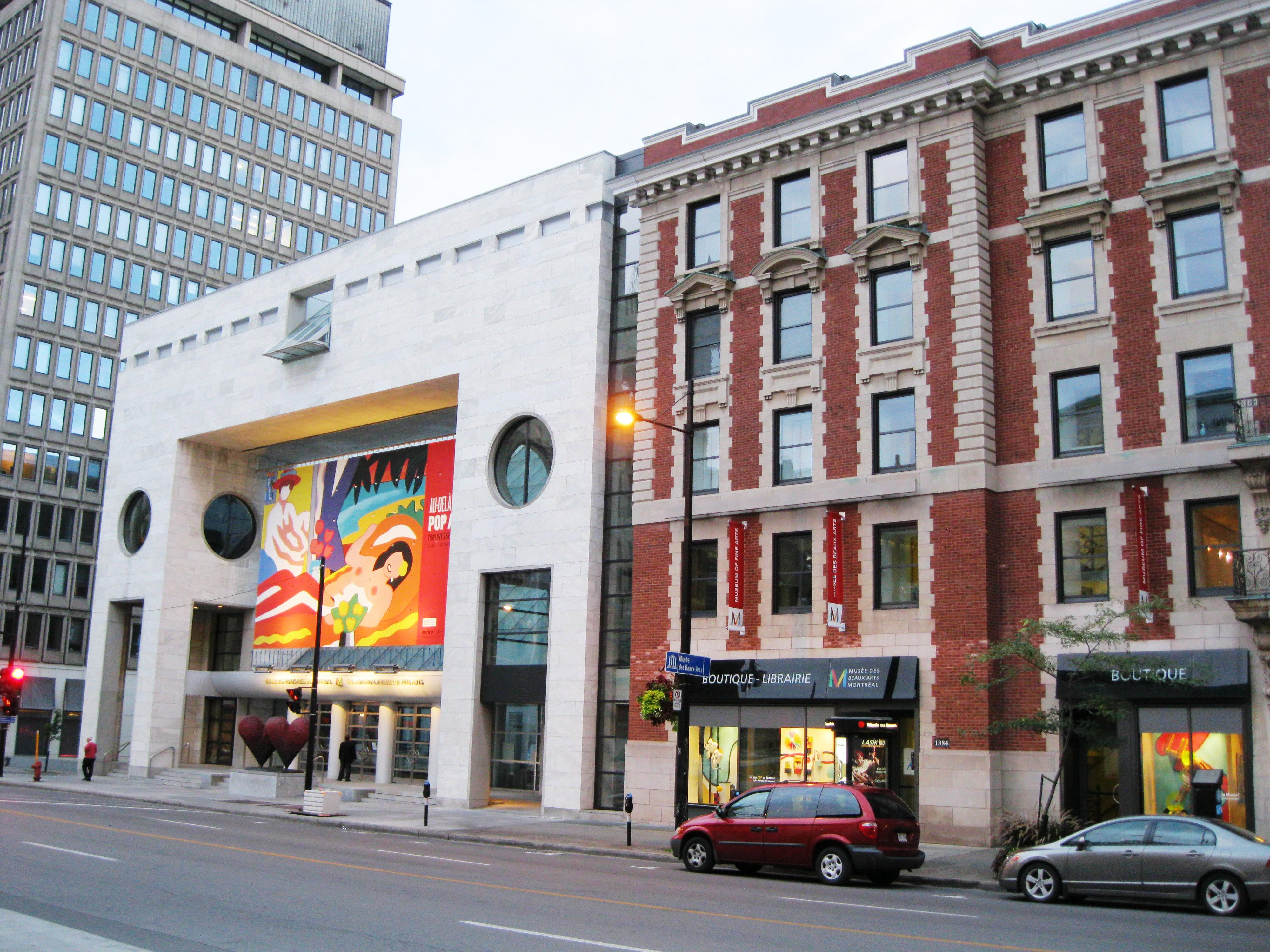
Les deux façades du pavillon Jean-Noël Desmarais.

Le nouveau pavillon accroît le succès du musée. Plusieurs expositions éclectiques et d'envergure voient le jour durant les années 1990 et favorisent sa démocratisation. Sous les directions de Pierre Théberge, Guy Cogeval et Nathalie Bondil, le musée consolide sa stature sur le plan international, grâce notamment à l'échange d'expositions prestigieuses.[réf. nécessaire]

### Un nouveau pavillon d'art canadien et québécois en 2011

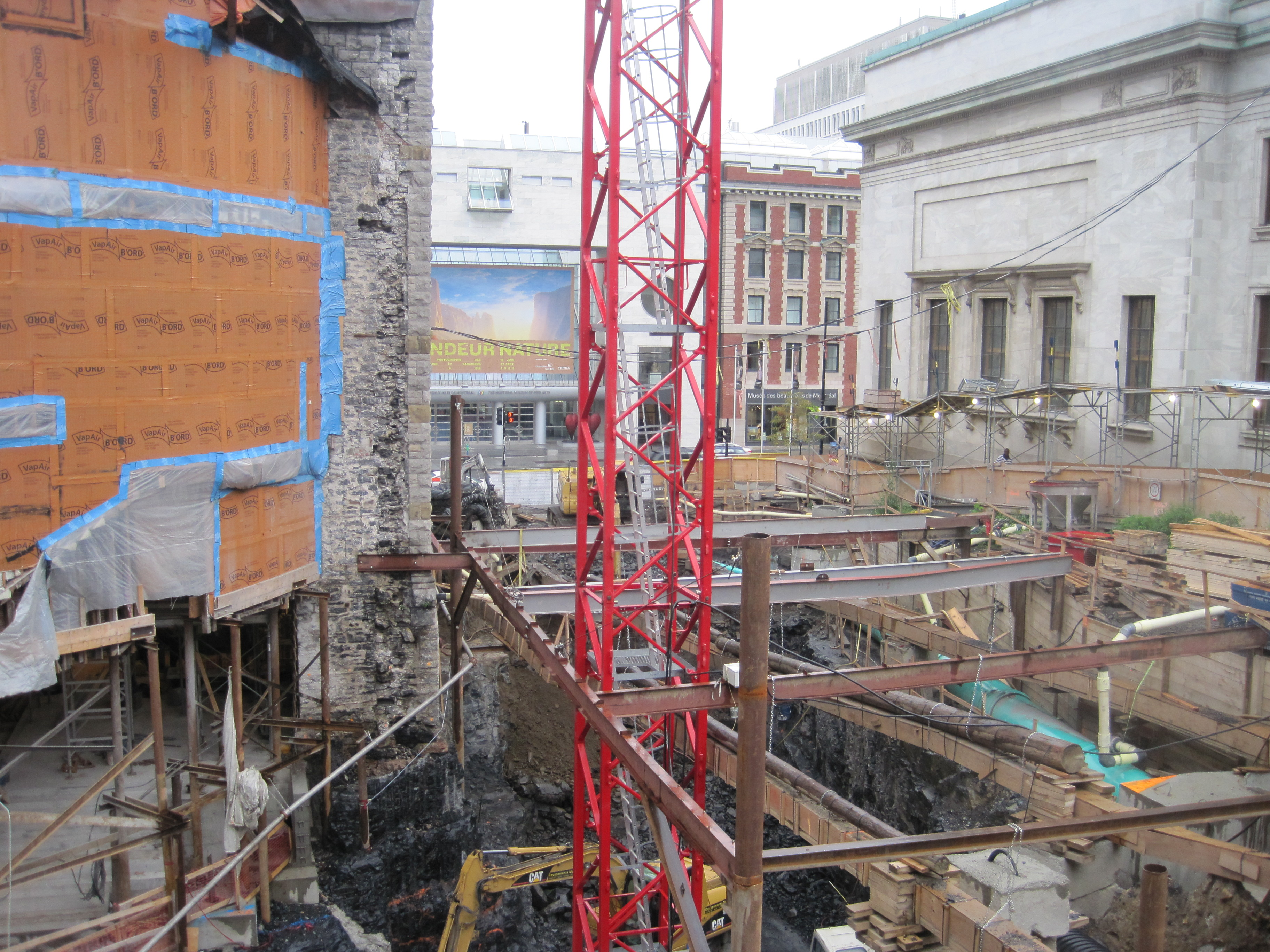
Août 2009. Construction de la galerie souterraine (rue du Musée au nord de la rue Sherbrooke) qui joint l'actuel Musée des beaux-arts à l'église Erskine and American.

Le 14 février 2007, la direction du Musée des beaux-arts de Montréal dévoile son projet pour convertir l'église Erskine and American, située rue Sherbrooke Ouest, en pavillon d'art canadien et québécois. L'achat de l'église Erskine and American, datant de 1894 et classée lieu historique national, est confirmé l'année suivante. Son ensemble de vingt vitraux Tiffany (sur un total de 146 fenêtres de type vitrail) est considéré comme un des plus importants au monde. Quatre-vingt-un vitraux ont fait l'objet d'une restauration et ont été en partie présentés lors de l'exposition Louis C. Tiffany, du 11 février au 2 mai 2010, avant de retrouver leur emplacement initial dans l'église.
Le nouvel établissement porte le nom de pavillon Claire et Marc Bourgie, anciens propriétaires des salons funéraires du même nom et mécènes importants dans le projet. Il a été conçu par la firme d'architecture Provencher_Roy. 
Le coût total du projet est de 42,4 M$. Le projet augmente la surface d'exposition du musée de 20 pour cent et déclenche une rénovation de tous les espaces du musée qui double presque le nombre d'œuvres exposées.
Les gouvernements du Québec et du Canada versent 32,9 M$ (dont 19,4M$ pour Québec) alors que 9,5 M$ sont financés par le musée et par des dons privés. Les travaux ont été initiés en janvier 2009 et se sont terminés en décembre 2010. Les travaux d'aménagement et de montage des expositions ont ensuite été conduits jusqu'à l'ouverture officielle en septembre 2011.
La restauration de la nef de l'église Erskine and American a permis la sauvegarde du bâtiment original, tout en insérant une nouvelle une salle de concert de 444 places. Elle est une salle ronde, en forme de dôme, de style néoclassique, avec des vitraux Tiffany restaurés, un balcon incurvé et une coque acoustique construite autour d'une scène basse. La salle Bourgie apporte ainsi un nouveau volet musical au musée. Des systèmes électromécaniques et électroacoustiques sophistiqués permettent de maintenir des conditions de conservation normalisées et d'assurer une acoustique haut de gamme. Le lieu est doté de loges, d'une salle de répétition, de deux pianos de marque Steinway, de deux clavecins, d'un clavicythérium et d'un orgue de chambre de douze jeux.
Le projet intègre également un immeuble moderne de cinq étages à l'arrière de l'église transformée et d'une galerie souterraine – permettant de relier le nouveau pavillon aux autres pavillons (Hornstein, Stewart et Desmarais). Le nouveau bâtiment, recouvert de 1500 plaques de marbre, ajoute 5 460 m2 au musée (pour un total de 50 125 m2), dont plus de 2 000 m2 dédiés aux œuvres d'art québécois et canadien. La compréhension et l'appréciation par le public des 600 œuvres exposées (de l'art inuit et amérindien jusqu'aux années 1970) sont favorisées par l'intégration de nouvelles technologies et de nouveaux outils didactiques. Le nouveau pavillon présente un extérieur élégant et articulé en verre et en marbre, extrait de la même carrière du Vermont utilisée il y a 100 ans pour le bâtiment original du musée de l'autre côté de la rue.
Les œuvres installées dans le pavillon sont réparties de la manière suivante :
- Sous-sol 2 : Les champs libres couvre les années 1960 et 1970. La salle d'exposition de 45 mètres de long, baptisée la Galerie de la montagne, sert également de lien avec les trois autres pavillons du Musée.
- Sous-sol 1 : Le temps des manifestes expose des œuvres de la période 1940 à 1960, en particulier celles de Jean-Paul Riopelle.
- Niveau 1 : Les chemins de la modernité couvre la période 1920 à 1930. Un espace est réservé à l'importante collection d'œuvres du peintre Marc-Aurèle Fortin.
- Niveau 2 : L'époque des salons présente le fonds d'œuvres d'artistes canadiens du Musée sur la période 1880-1920.
- Niveau 3 : Les identités fondatrices regroupe les œuvres de la période coloniale ainsi que l'art autochtone et l'orfèvrerie religieuse.
- Niveau 4 : L'art inuit présenté dans une salle avec verrière et vue panoramique sur le Mont-Royal.

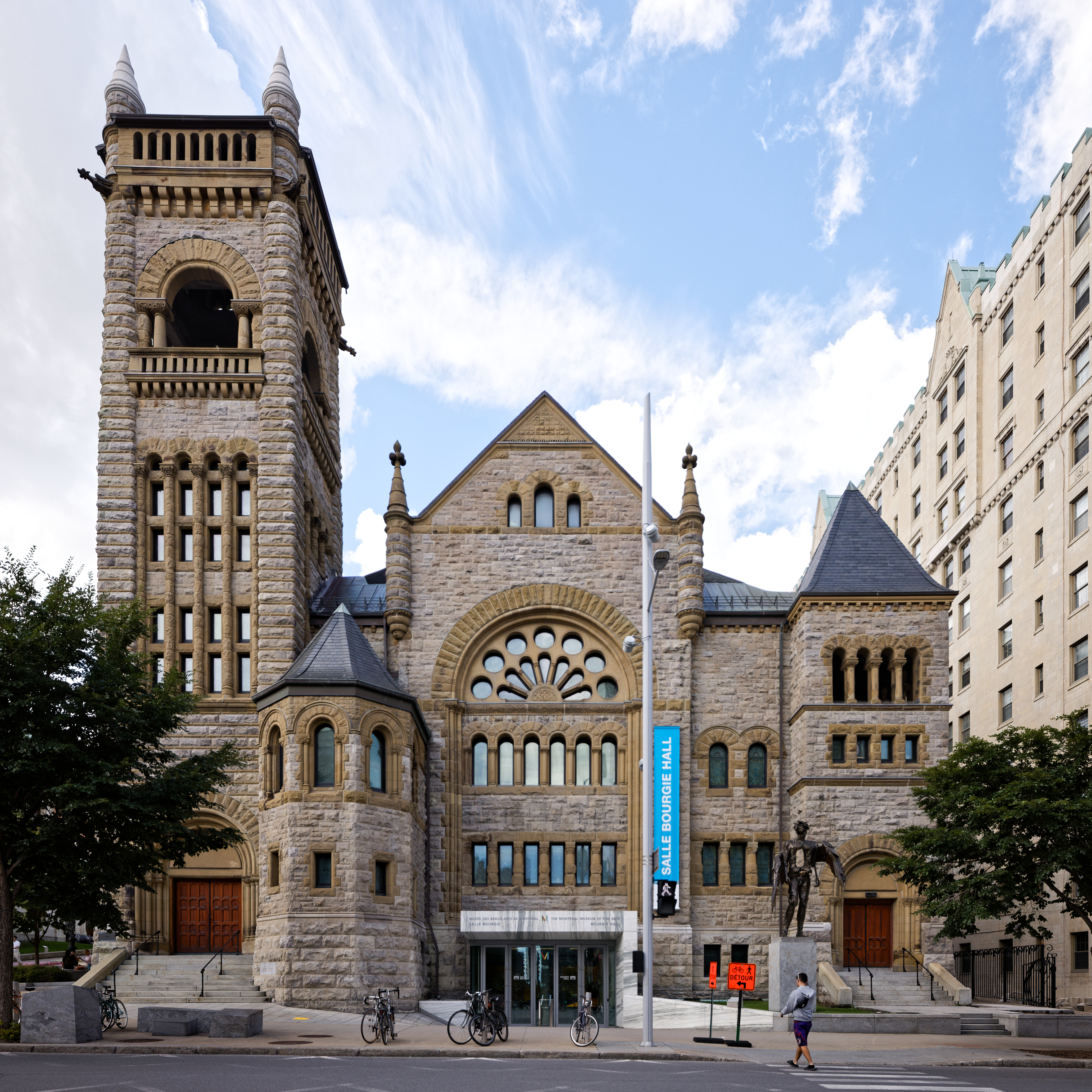
L'église Erskine and American United après les travaux liés à l'intégration en 2011 au Nusée des beaux-arts de Montréal.
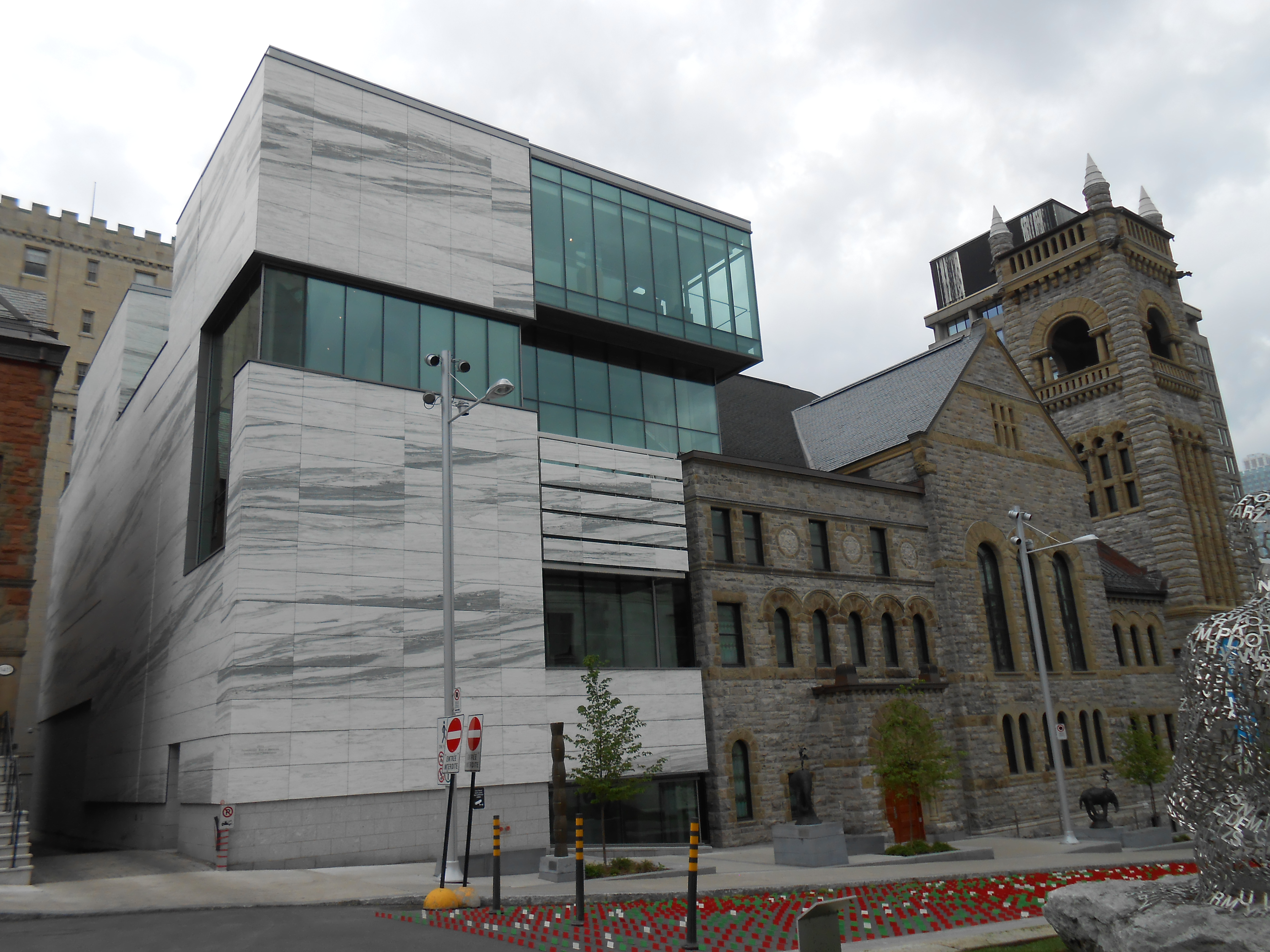
Le pavillon intégré à l'église Erskine.

### Nouveau pavillon pour la Paix Michal et Renata Hornstein

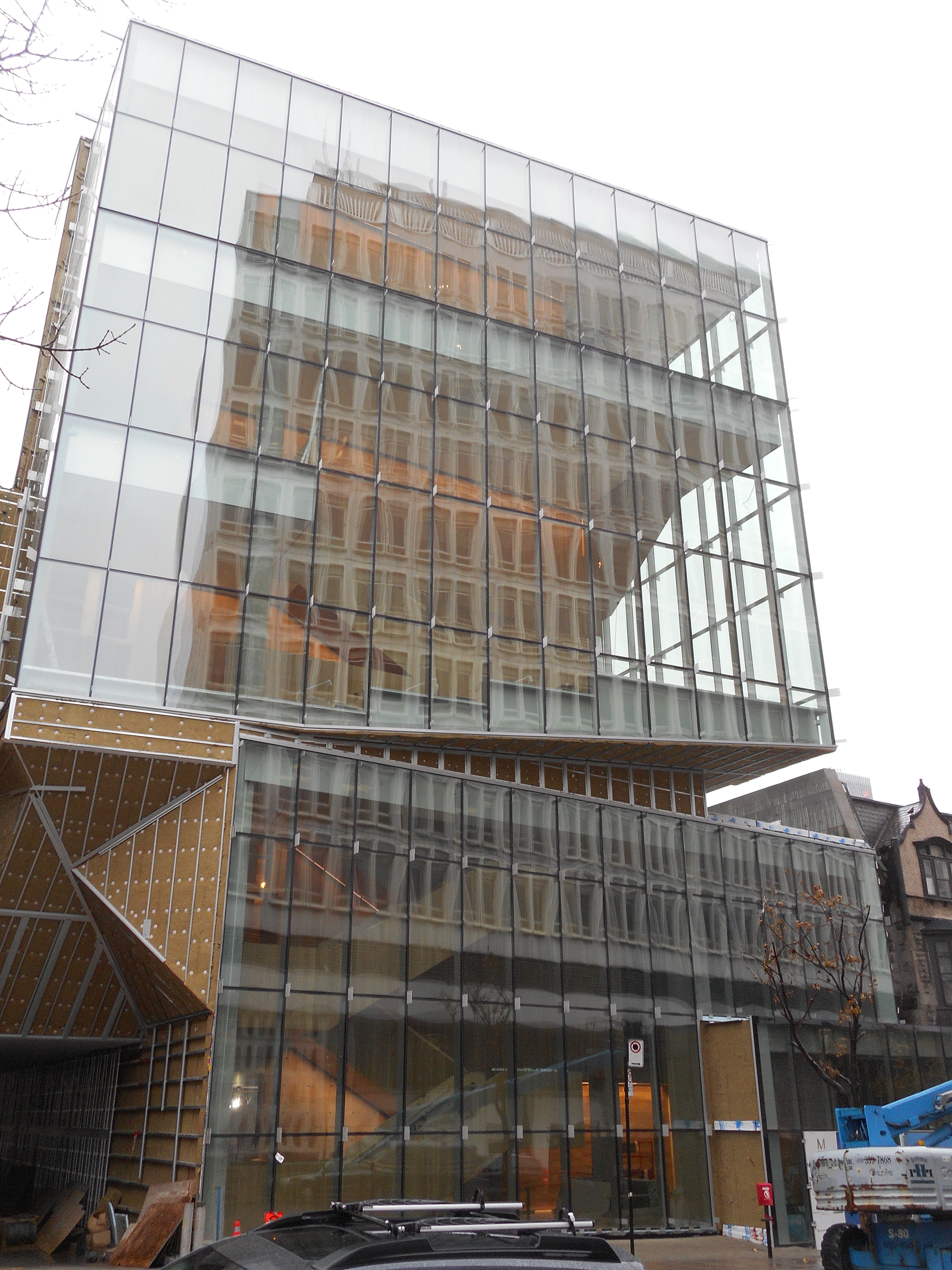
Le pavillon pour la Paix en construction, 2015

Le pavillon pour la Paix Michal et Renata Hornstein est inauguré en 2016 pour accueillir la donation majeure de maîtres anciens consentie par Michal et Renata Hornstein. À cette occasion, le gouvernement du Québec a octroyé une subvention spéciale. Ce cinquième édifice du campus muséal a permis le redéploiement sur quatre étages d'œuvres de la collection d’art international du musée allant des maîtres anciens à l’art contemporain, dont 100 tableaux donnés par les Hornstein au cours de leur vie.
Grâce à un don de Michel de la Chenelière, le pavillon abrite également sur deux niveaux, en plus des ateliers existants du pavillon Desmarais, le nouvel Atelier international d’éducation et d’art thérapie Michel de la Chenelière, ce qui porte de 7 à 12 le nombre d'ateliers éducatifs. Plusieurs nouveaux espaces logistiques accueillent en outre les participants aux activités éducatives. Il s’agit du plus grand espace du genre aménagé dans un musée d’art en Amérique.
Avec l’ajout de près de 5 000 mètres carrés répartis sur six étages, la superficie totale du complexe muséal atteint 53 000 mètres carrés. Le musée a ainsi doublé son public et augmenté sa superficie de 30 %. À l'issue d'un concours, le projet est attribué à l'association formée par Atelier TAG et Jodoin Lamarre Pratte architectes. Le pavillon reçoit des prix qui renforcent la place et l’engagement de Montréal comme Ville UNESCO de design. La direction muséographique, artistique et scénographique est assurée par Nathalie Bondil, en collaboration avec Sandra Gagné et avec le soutien d’Hilliard T. Goldfarb et de Sylvain Cordier.
Le nouveau pavillon permet de redéployer les collections de beaux-arts internationaux du musée. La présentation au public suit la forme d'un récit, articulant dans un ordre chronologique les grandes périodes de l’histoire de l’art depuis l’époque médiévale jusqu’à l’an 2000. Quatre niveaux de galeries totalisant une superficie d’exposition de 2 350 mètres carrés favorisent ainsi la présentation de quelque 750 pièces, les salles du cinquième pavillon étant les plus vastes du campus muséal.
Les œuvres installées dans le pavillon sont réparties de la manière suivante :
- Sous-sol 2 : l’Atelier international d’éducation et d’art thérapie Michel de la Chenelière, Espace Arc-en-ciel et Lab numérique
- Sous-sol 1 : l’Atelier international d’éducation et d’art thérapie Michel de la Chenelière, Espace famille et entrée des groupes.
- Niveau 1 : Du romantisme à l'art contemporain
- Niveau 2 : Écoles française, italienne et anglaise des XVIIe et XVIIIe siècles
- Niveau 3 : Le Siècle d’or en Hollande et en Flandres et l'évocation de cabinet de curiosités
- Niveau 4 : Du Moyen Âge à la Renaissance.

### Aile Stéphan Crétier et Stéphany Maillery
En 2019, les derniers étages du musée, qui avaient été libérés par l'ouverture du pavillon pour la Paix, sont rouverts au public et exposent plusieurs milliers d’œuvres de la collection autour du thème des arts du Tout-Monde, basé sur le concept du poète et philosophe Édouard Glissant et qui renvoie à l'interpénétration des cultures et des imaginaires. La présentation regroupe par thème des œuvres tant anciennes que contemporaines : art antique, art d'orient et orientalisme, art de l'Inde et de l'Asie du sud, art de la Chine, art des Îles du Pacifique, art des Amériques, art de l'Afrique et art sur l'écologie et la biodiversité.

## Superficie
Avec l'ajout du cinquième pavillon, le musée occupe 53 000 m2 dont 13 000 m2 en surface d'exposition, ce qui le classe au 18e rang en Amérique du Nord.
| Pavillon                                         | Superficie |
| ------------------------------------------------ | ---------- |
| Pavillon Michal et Renata Hornstein (1912)       | 5 546 m2   |
| Pavillon Liliane et David M. Stewart (1976)      | 9 610 m2   |
| Pavillon Jean-Noël Desmarais (1991)              | 22 419 m2  |
| Pavillon Claire et Marc Bourgie (2011)           | 5 460 m2   |
| Pavillon pour la Paix Michal et Renata Hornstein | 4 363 m2   |
| Jardin des sculptures                            | 2 033 m2   |

## Historique des collections

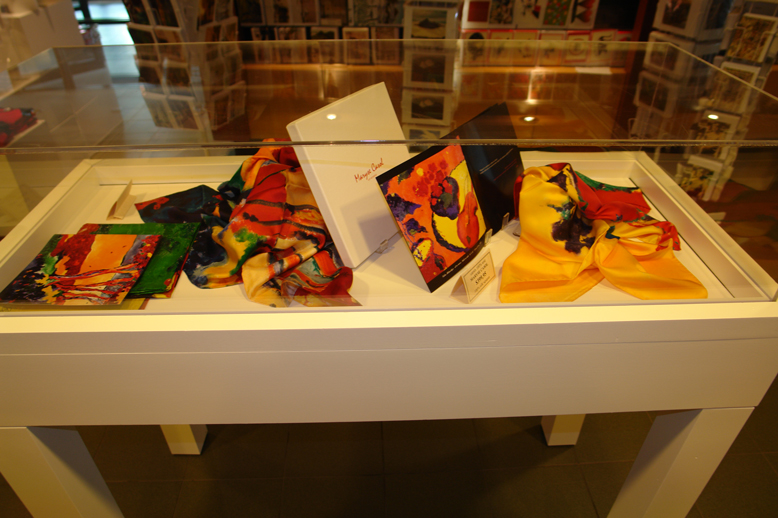
Foulards en soie Maryse Casol à la boutique du Musée des beaux-arts de Montréal.

En 1892, John W. Tempest lègue une soixantaine d'huiles et d'aquarelles ainsi qu'un fonds de fidéicommis destinés à l'achat d'œuvres d'art. Ce sera, jusqu'aux années 1950, la principale source de revenus pour l'acquisition de tableaux européens.
Bien que les partages de successions montréalaises de la fin du XIXe et au début du XXe siècle aient souvent entraîné le morcellement et la dispersion de grandes collections, certains héritiers tiennent à faire des dons importants au musée. On peut penser aux familles Drummond, Angus, Van Horne, Hosmer, etc.. D'ailleurs en 1927, une collection de plus de trois cents objets dont cent cinquante tableaux est offerte par les héritiers de Lord Strathcona.
En 1917, l’Art Association of Montreal crée un département consacré aux arts décoratifs. Le département est confié à Frederick Cleveland Morgan, qui assumera la tâche de conservateur de la collection à titre bénévole de 1917 jusqu’à sa mort en 1962. Frederick C. Morgan fera entrer au musée pendant toutes ces années plus de sept mille pièces sous forme d’acquisitions, de legs ou de dons. C'est lui qui élargira la vocation du musée, d'institution vouée aux beaux-arts à un musée de type encyclopédique, ouvert à tous les courants de la création.
Avec le legs de Horsley et Annie Townsend, le musée dispose depuis 1955 d’un fonds d’acquisition substantiel qu’il peut utiliser pour l’achat d’œuvres canadiennes ou étrangères[réf. nécessaire]. Plusieurs dons et legs sont faits par les héritiers ou les descendants des grands collectionneurs qui ont fondé l’Art Association. D’autres proviennent des nouveaux magnats de l’industrie, tel Joseph-Arthur Simard qui offre au musée, en 1959, une collection de 3 000 boîtes d’encens japonaises (Kōgō) ayant appartenu à l’homme d’État français Georges Clemenceau.
Le centenaire de la fondation de l’Art Association, en 1960, est souligné par la publication d’un catalogue d’œuvres choisies de la collection et d’un guide du musée[réf. souhaitée].
En 1972 a lieu le vol d’une cinquantaine d’œuvres (dont dix-huit tableaux), entre autres de Rubens, Rembrandt, Corot, Delacroix, … qui n'ont pas été retrouvées.
À partir de 1970, Renata et Michal Hornstein contribuent aux collections du musée[réf. nécessaire]. Mentionnons les dons au musée d'œuvres de plusieurs maîtres anciens ainsi qu'une des plus importantes collections des dessins du Suisse Ferdinand Hodler (1853-1918).
Tous ces dons qui ont sans cesse élargi l'éventail des collections du musée ont culminé en 2000, avec l'entrée au musée de la collection de design moderne rassemblée par Liliane M. Stewart et David M. Stewart, longtemps identifiés au musée des arts décoratifs de Montréal et exposé au musée de 1997 à 2000,. Liliane M. Stewart cède au musée cette collection de plus de 5 000 objets (et estimée à quinze millions de dollars), ce qui est encore à ce jour un des dons les plus importants consentis à un musée du pays. Grâce à ce don, le MBAM figure désormais parmi les grands musées d'art décoratif contemporain au Canada et aux États-Unis.

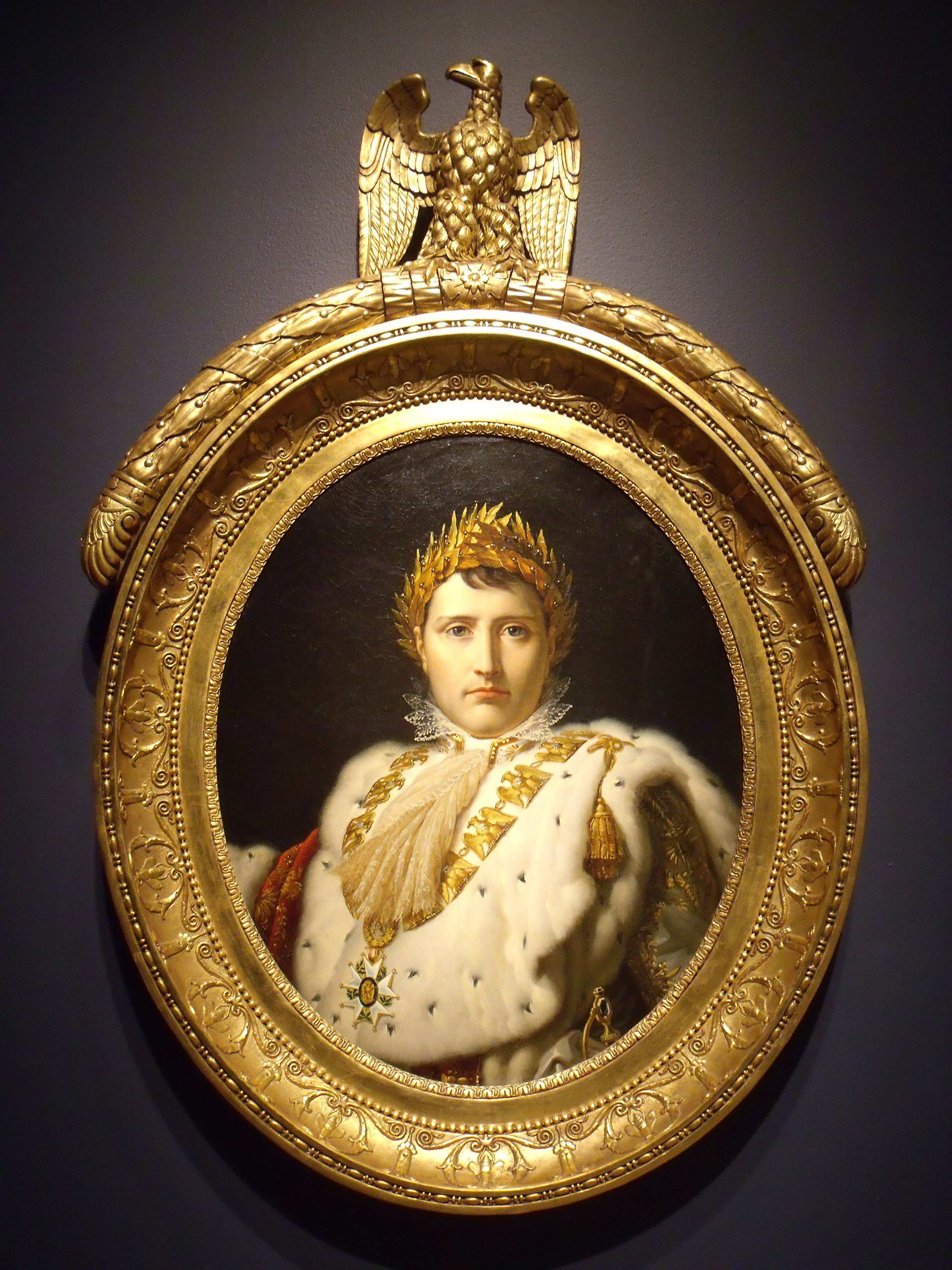
Portrait en buste de Napoléon Ier en costume de sacre par l'Atelier du baron François-Pascal-Simon Gérard (vers 1805, Collection Ben Weider)

En 2006, Madeleine Pellan offre la totalité de l'œuvre gravée de son mari, Alfred Pellan en épreuves d'artistes au MBAM[réf. nécessaire].
Au cours de 2007, le Musée Marc-Aurèle Fortin cède l'ensemble de sa collection sur le peintre québécois au Musée des beaux-arts de Montréal. Ce legs majeur (une centaine d'œuvres) permet la préservation de cette collection au sein d'une institution québécoise. Toujours en 2007, Liliane M. Stewart fait un autre don d'importance, cette fois-ci d'un riche ensemble d'objets de design industriel américain composé de plus de huit cents pièces. Cette collection appartenait auparavant au collectionneur américain Eric Brill et avait été acquise grâce au Programme Liliane et David M. Stewart pour le design moderne. La même année, les collectionneurs Anna et Joe Mendel font un don d’une centaine d’œuvres de verrerie couvrant la période des années 1980 à aujourd’hui[réf. nécessaire]. Avec cet important don d'œuvres, le Musée est devenu la seule institution canadienne à proposer un panorama exhaustif de la verrerie d'art internationale. Également en 2007, les collectionneurs d'estampes Freda et Irwin Browns font une promesse de don de leur collection d'estampes couvrant cinq siècles de gravure au MBAM.
À l'automne 2008, Ben Weider donne sa collection d'œuvres et effets personnels liés à l'empereur Napoléon Ier au musée. La collection de Ben Weider maintenant au Musée des beaux-arts de Montréal comprend notamment le fameux bicorne que portait Napoléon durant la campagne de Russie en 1812, ainsi que des sculptures, des peintures et des objets d'art. Le musée possède désormais l’une des plus importantes collections d’objets napoléoniens au monde. Le don de Ben Weider agit également comme élément déclencheur auprès d'autres collectionneurs qui ont accepté d'offrir leurs œuvres au musée en dons ou en prêt sur le même thème, notamment : l'honorable Serge Joyal, Power Corporation du Canada, Roger Prigent de New York, Élaine Bédard du Canada, Alexandre de Bothuri Báthory de France, ou Eduardo Garzón-Sobrado du Mexique[réf. nécessaire].
L'ensemble des dons reçus par le musée et les acquisitions effectuées porte à plus de 36 000 pièces en 2011 la collection.
Le Club Saint-Denis, fondé en 1874, bastion historique privé de la bourgeoisie canadienne-française puis de l’élite francophone des affaires, ferme ses portes en 2009, faute de ressources suffisantes pour maintenir ses activités. Sa remarquable et méconnue collection (comportant notamment des œuvres de Salvatore Albano (1841-1893) et de Joseph-Charles Franchère (1866-1921)) est offerte au musée grâce à l’entremise de Bernard Lamarre, qui œuvre à cette négociation conclue en 2015[réf. nécessaire].
En 2018, le musée annonce une entente avec l'institut culturel Avataq pour favoriser la promotion de l'art et de la culture inuits. Pour l'occasion, le musée annonce un réaménagement de sa collection d'art inuit, et recrute Lisa Qiluqqi Koperqualuk comme conservatrice pour mener à bien cette tâche. Cette collection est amorcée en 1953 grâce à F. Cleveland Morgan ; elle compte plus de sept cents œuvres de trois cents artistes différents.

### Quelques artistes de la collection et leurs œuvres
Antiquité
- Apollon Chigi (marbre de Paros) sculpture romaine, Haut-Empire romain, 2e quart du IIe siècle apr. J.-C.[36]

Écoles italiennes
- Niccolò di Pietro Gerini, Le Couronnement de la Vierge (vers 1395)[37]
- Neri di Bicci, La Vierge et l'Enfant avec saint Michel et saint Blaise (vers 1475)[38]
- Gherardo di Giovanni del Fora, Le Christ et la Vierge intercédant en faveur de l'humanité (vers 1490)[39]
- Andrea Mantegna, Didon et Judith (1495-1500)
- Mariotto Albertinelli, La Sainte Famille avec l'adoration de l'Enfant (vers 1505)[40]
- Le Tintoret, Portrait d'un membre de la famille Foscari (vers 1555-1560)[41]
- Lavinia Fontana, La Présentation de Marie au Temple (vers 1575-1580)
- Véronèse, Le Christ couronné d'épines (vers 1584-1585)[42]
- Giovanni Battista Tiepolo, Apelle peignant le portrait de Campaspe (vers 1726)
- Canaletto, Intérieur de Saint-Marc, Venise (vers 1760)[43]

Écoles du Nord
- Hans Memling, Portrait d'homme (1490)[44]
- Pieter Bruegel le Jeune, Retour de l'auberge (vers 1620)[45]
- Floris Van Dyck, Pièce de banquet (1622)
- Jan Davidsz de Heem, Nature morte au banquet avec vue sur un paysage (1645)[46] ; Nature morte aux fruits (1665)
- Jacques Stella, L'Embaumement du Christ (vers 1655)
- Nicolas Maes, L'Adoration des bergers (1658)[47]
- Emanuel de Witte, Intérieur avec femme jouant de l'épinette (vers 1660)[48]
- Rembrandt, Portrait d'une femme (vers 1668)[49]
- Jacob van Ruisdael, Champs de blanchissement près de Haarlem (vers 1670)[50]
- Gerard ter Borch, Portrait de femme (1676-1677)[51]

École espagnole
- El Greco, Portrait d'un gentilhomme de la maison de Leiva (vers 1580-1585)[52]
- Francisco Goya, Portrait de Carlos Lopez Altamirano (vers 1795)

Écoles françaises
- Nicolas Poussin, Paysage avec un homme poursuivi par un serpent (vers 1637-1639)[53]
- Jacques Linard, Nature morte aux coquillages et au corail (1640)[54]
- Charles Le Brun, La Déification d'Énée (1642-1645)[55]
- Jean Lemaire, Sénateurs et légats romains (1645-1655)[56]
- Philippe de Champaigne, Le Denier de César (vers 1655)[57]
- Claude Lorrain, Les Filles d’Hélios cherchant leur frère Phaëton (1658)[58]
- François Boucher, L'Assomption de la Vierge (1758-1760)[59]
- Hubert Robert, Jeunes Filles dansant autour d'un obélisque (1798)[60]
- Eugène Isabey,  Funérailles d'un officier de marine sous Louis XVI, huile sur toile, 244 × 166 cm, 1836[61],[62].
- Théodore Chassériau, Jeune fille pleurant sur une stèle ou Le Souvenir (1840)
- Honoré Daumier, Femmes poursuivies par des satyres (1850)[63]
- Camille Corot, Ville d'Avray - Le Pêcheur auprès de l'écluse (1852) ; L'Île heureuse (1865-68)[64]
- Gustave Courbet, Le Ruisseau du puits noir (vers 1855)[65]
- Henri Fantin-Latour, La Féerie (1863)[66] ; Pivoines (1876)[67]
- Paul Cézanne, La Route tournante en Provence (vers 1866)[68]
- Émile-Coriolan Guillemin, Eliezer et Rebecca,
- Alfred Sisley,  L'Automne : bords de la Seine près de Bougival (1873),  Chemin de By au bois des Roches-Courtaut - Été de la Saint-Martin (1881)[69]
- Charles-François Daubigny, Lever de lune à Auvers ou Le Retour du troupeau (1877)[70]
- James Tissot, Octobre (1877)[71]
- Edgar Degas, Au Théâtre : femme assise au balcon (vers 1877-1880)
- William Bougereau, Autoportrait (1879)[72] ; Parure des champs (1884)[73]
- Auguste Rodin, La Défense ou L'Appel aux armes (1879)[74] ; Les Sirènes (vers 1887-1888) ; Le Penseur (l'un des moulages, vers 1902)[75]
- Auguste Renoir, Tête de jeune fille napolitaine (1881)[76] ; Jeune Fille au chapeau (vers 1890)[77] ; Nature morte au melon et aux pêches (1905)[78]
- Claude Monet, Falaises de Pourville, le matin (1897)[79]
- Jean-Léon Gérôme, Bonaparte entrant au Caire (vers 1897)
- Camille Pissarro, Vue de la cotonnière d'Oissel, environs de Rouen (1898)[80] ; Dieppe : le Bassin Duquesne à marée basse, après-midi (1902)[81]
- Marc-Aurèle de Foy Suzor-Coté, Pastourelle à Vallangoujard, Seine-et-Oise (1898)[82], Femmes de Caughnawaga (1924)[83]
- Henri Matisse, Femme assise, le dos tourné vers la fenêtre ouverte (vers 1922)[84]
- Salvador Dalí, Portrait de Maria Carbona (1925)[85]

Peinture suisse
- Ferdinand Hodler, Hallebardier (1895)[86]

Amérique du Nord
- Thomas Faed, Le Dimanche dans les forêts lointaines canadiennes (1859)[87]
- Louis Comfort Tiffany, Le Bon Pasteur (1897)

XXe siècle et XXIe siècle
- Tom Thomson, Dans le Nord (1915)[88].
- Otto Dix, Portrait de l'avocat Hugo Simons (1925)[89]
- Lawren Stewart Harris, Le Mont Temple (vers 1925) ; Cabane en rondins (vers 1925)[90]
- Marc-Aurèle Fortin, Sainte-Rose à midi (vers 1925), Commencement d'orage sur Hochelaga (vers 1940)[91], Bœufs aux labours (vers 1946)[92], Bagoteville au Saguenay (vers 1949), Saint Siméon (avant 1950)
- Kees van Dongen, La Femme au canapé (vers 1930)[93]
- Paul-Émile Borduas, Étoile noire (1957)[94]
- Jean-Paul Riopelle, Vent traversier (1952), Autriche III (1954)[95] ; La Roue (Cold Dog - Indian Summer) (1954-1955), Hommage à Grey Owl (1970)[96] ; Soleil de minuit (1977)[97]
- Guido Molinari, Mutation violet (1964) ; Bi-sériel, vert-bleu (1967)[98]
- Alex Colville, Église et Cheval (1964)[99]
- Pablo Picasso, Étreinte (1971)[100]
- Joan Miró, Tête (1976)[101]
- Mark Tansey, Action Painting II (1984)[102]
- Kent Monkman, Trappeurs d'hommes (2006)
- David Altmejd, L'Œil (2010-2011)[103]

Œuvres spoliées et restituées
- Franz Xaver Winterhalter, Jeune Fille des monts Sabins  (1832-1836)[104]

## Galerie

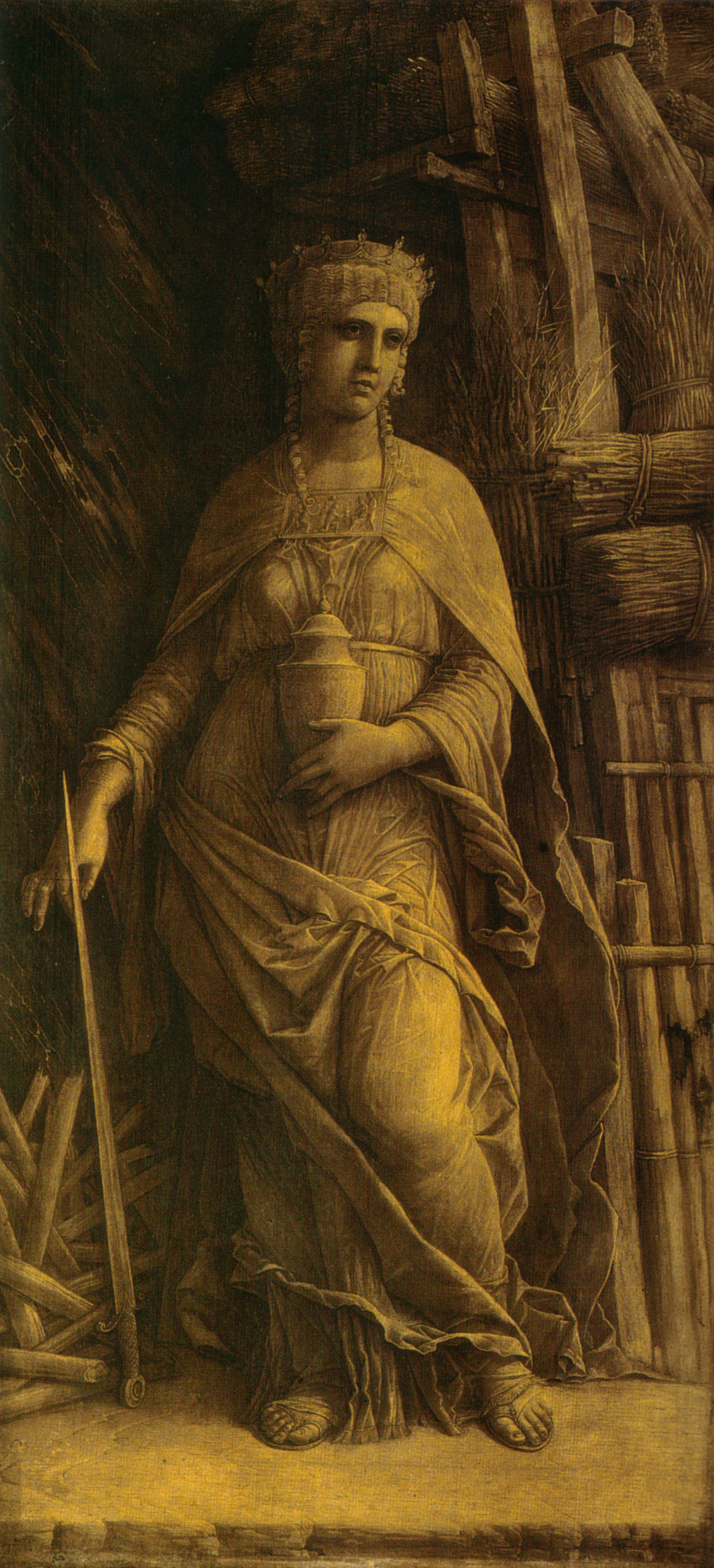
Andrea Mantegna, Didon (après 1495)
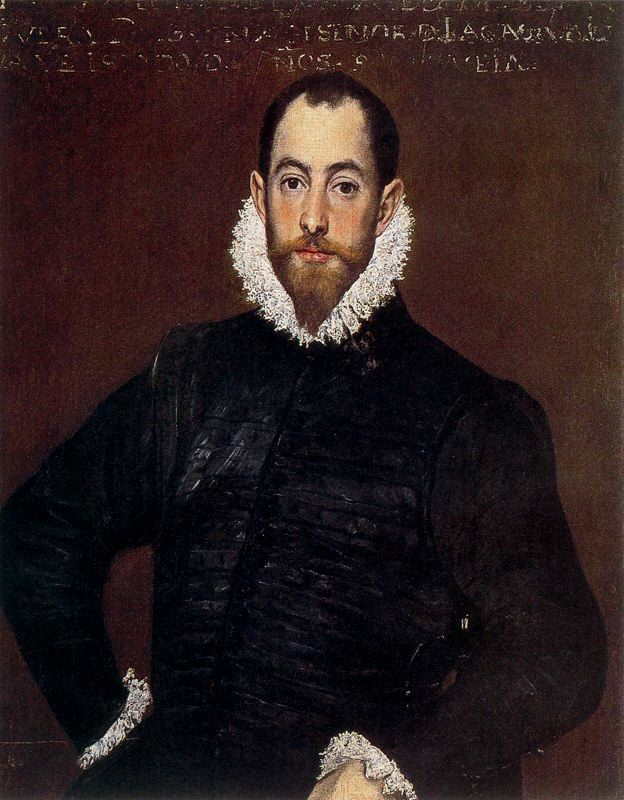
El Greco, Portait d'un gentilhomme de la Maison de Leiva (1580)
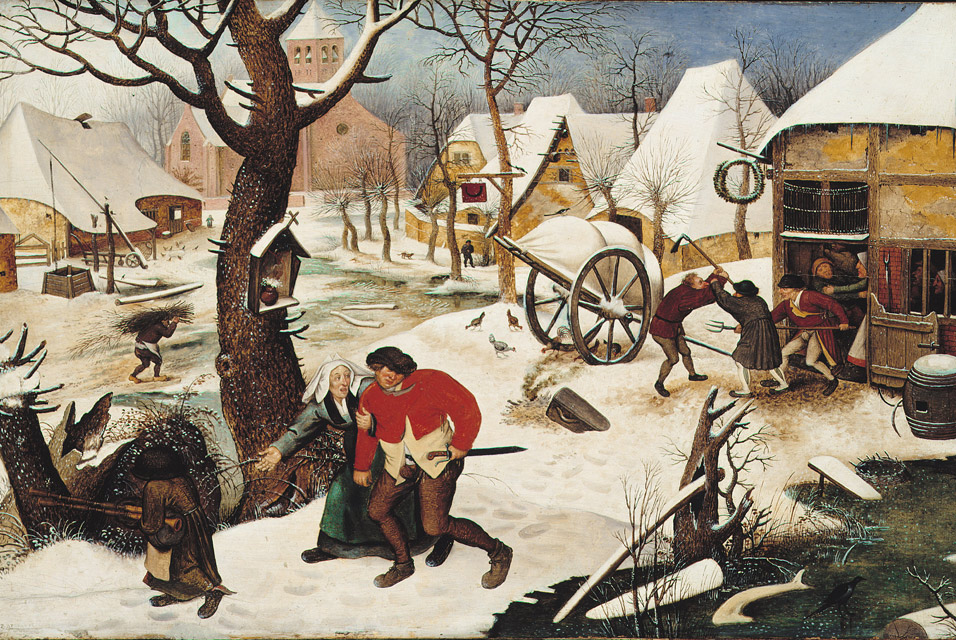
Pieter Bruegel le Jeune, Retour de l'auberge (vers 1620)
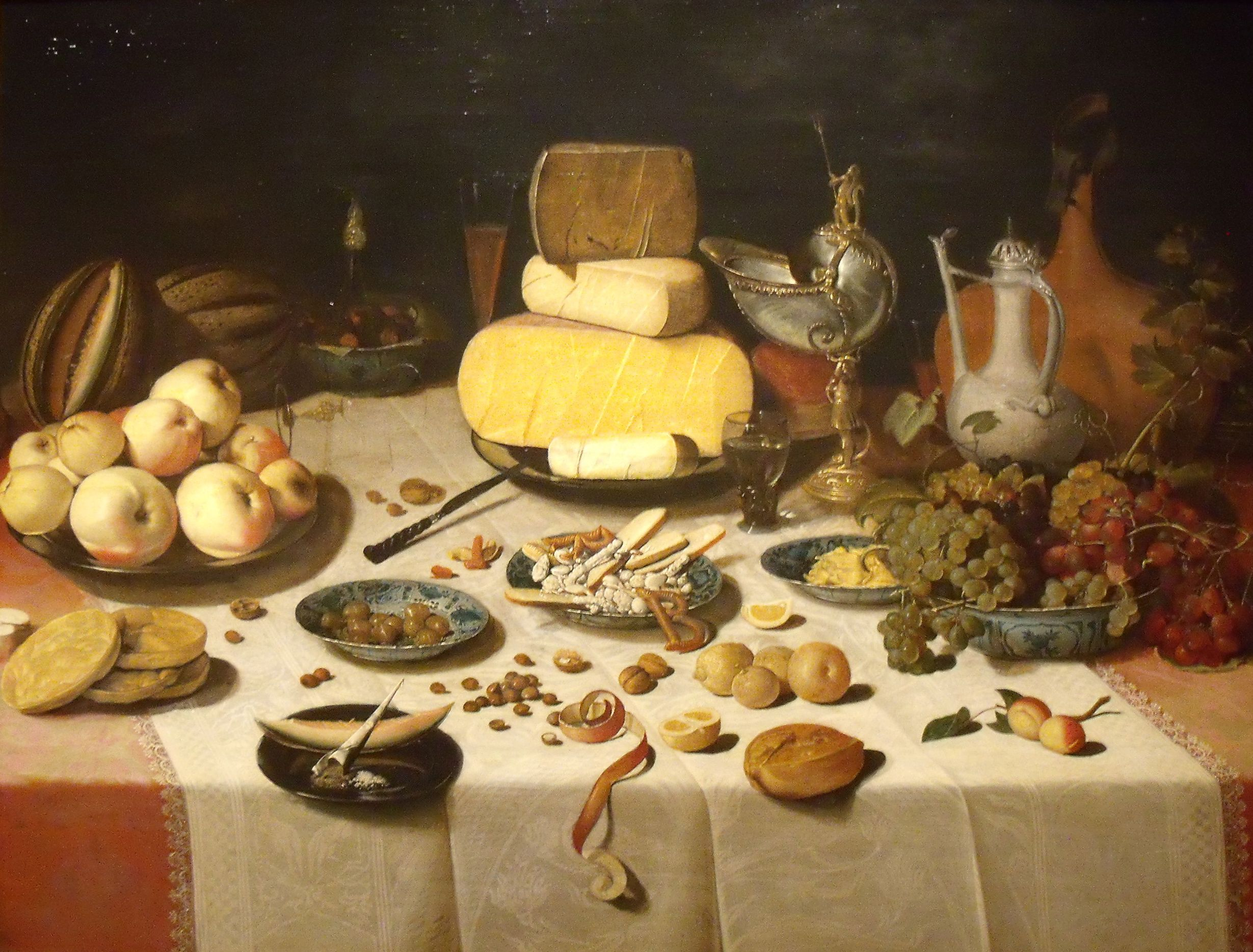
Floris Van Dyck, Pièce de banquet (1622)
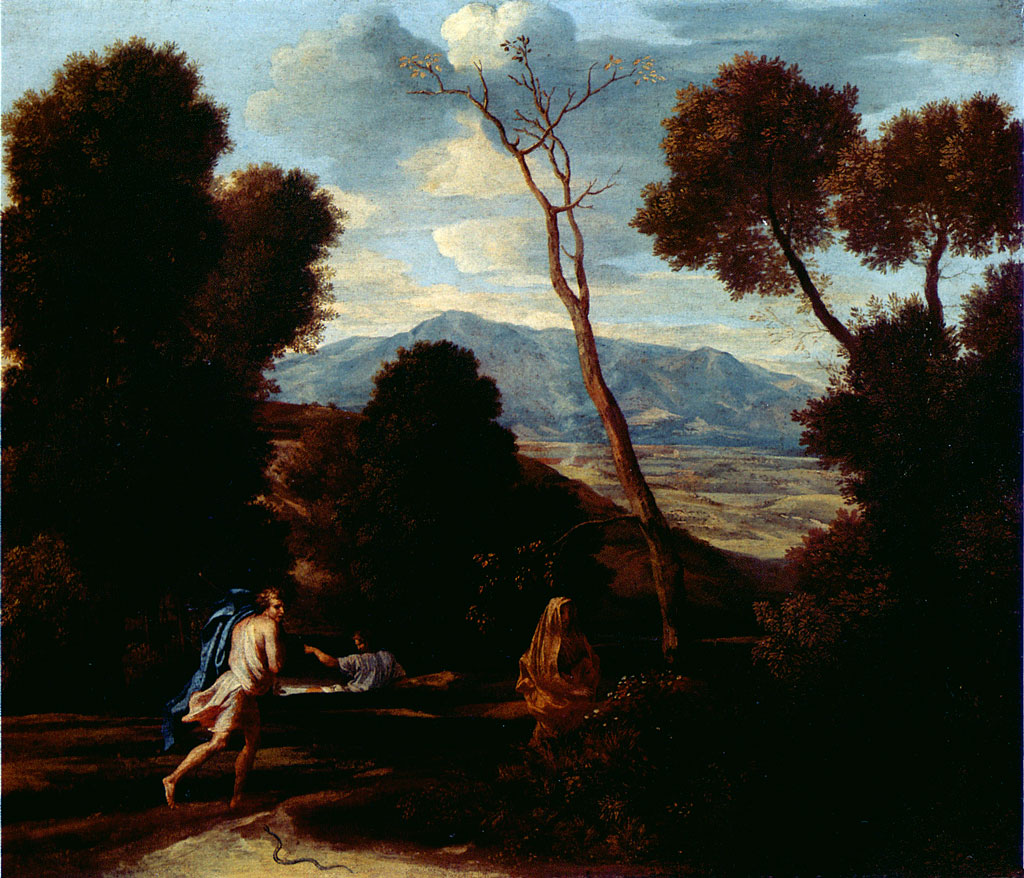
Nicolas Poussin, Paysage avec un homme effrayé par un serpent (1633-1635)
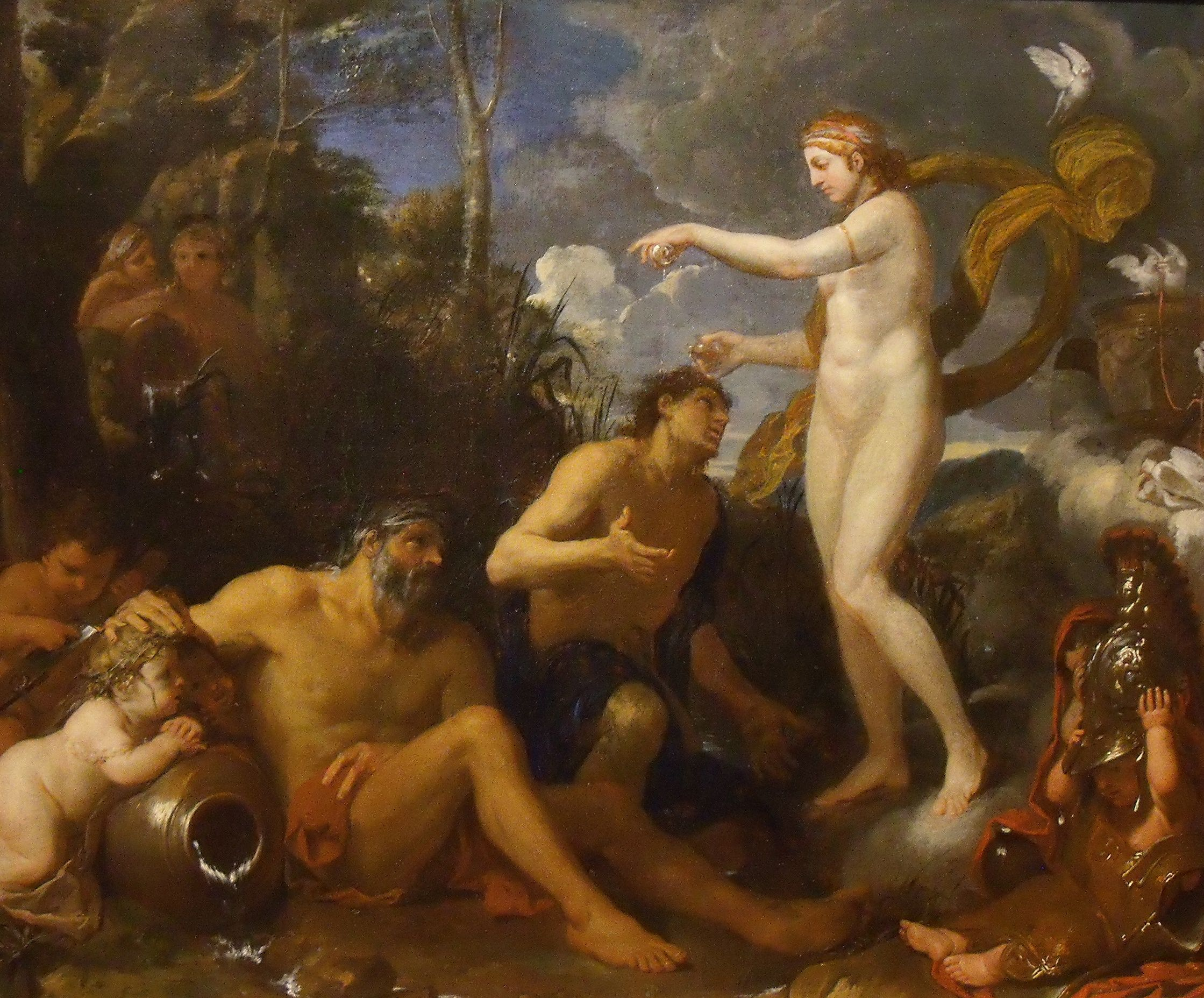
Charles Le Brun, La Déification d'Énée (vers 1642-1644)
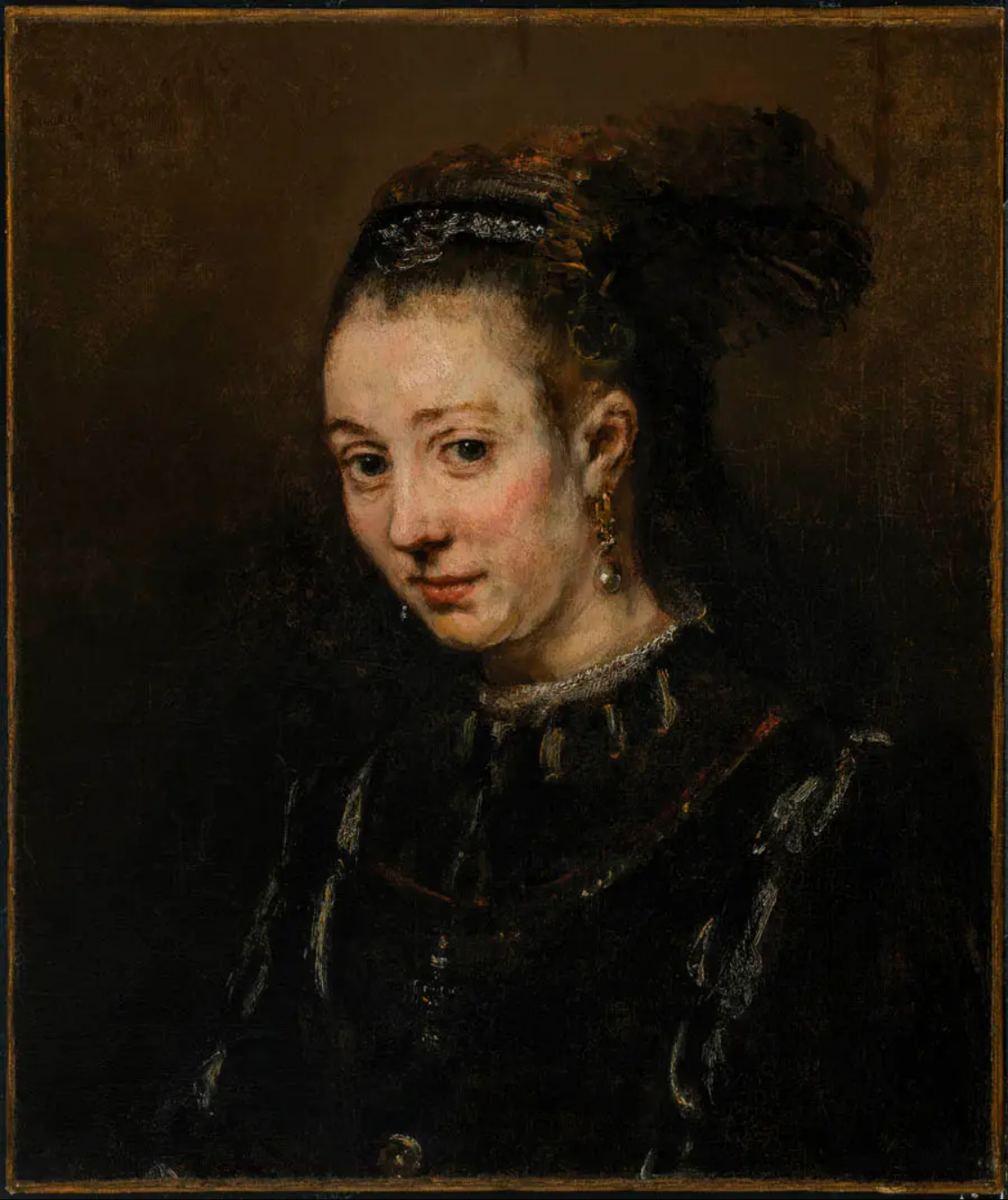
Rembrandt, Portrait d'une jeune femme (vers 1665)
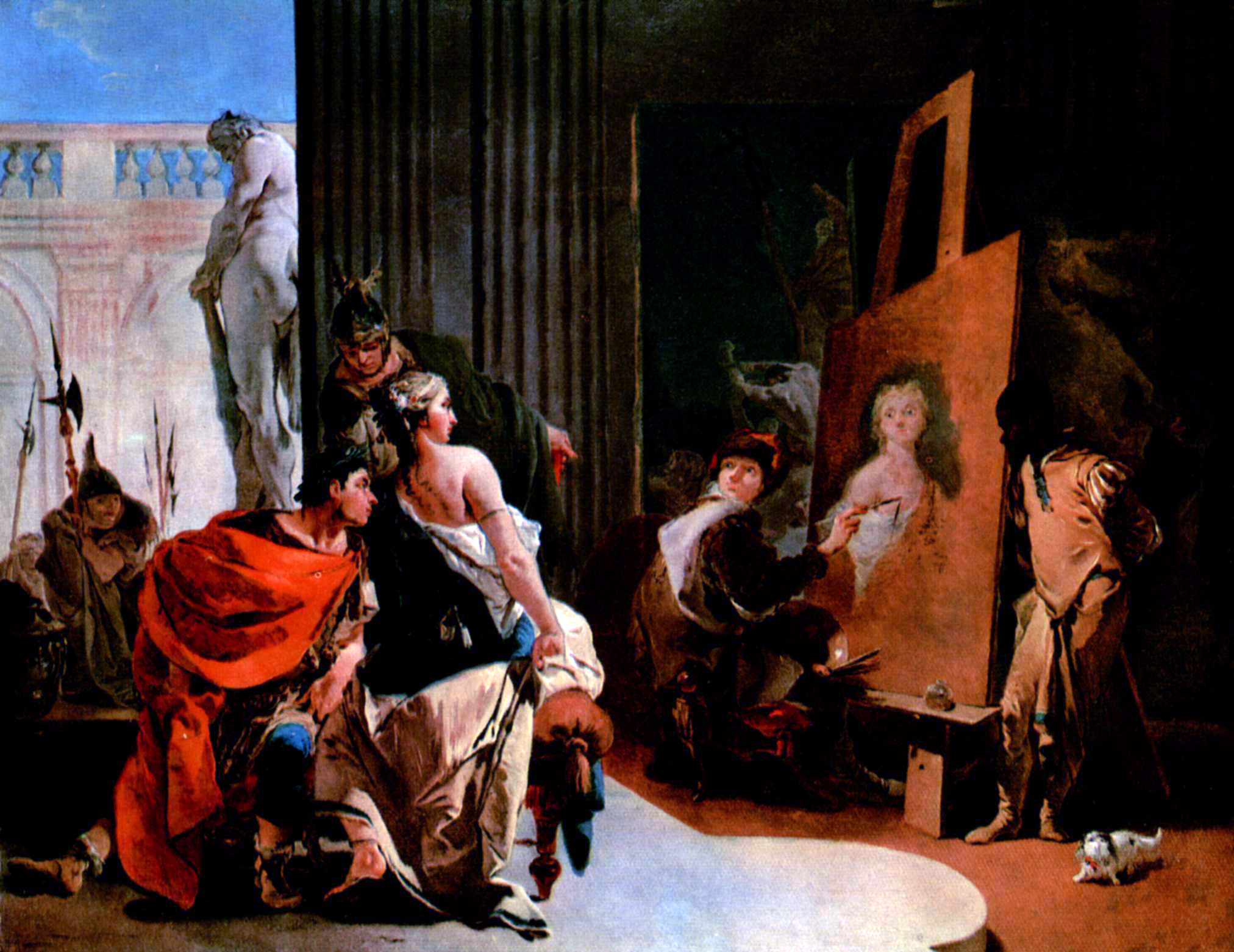
Giambattista Tiepolo, Apelle peignant le portrait de Campaspe (1725-1726)
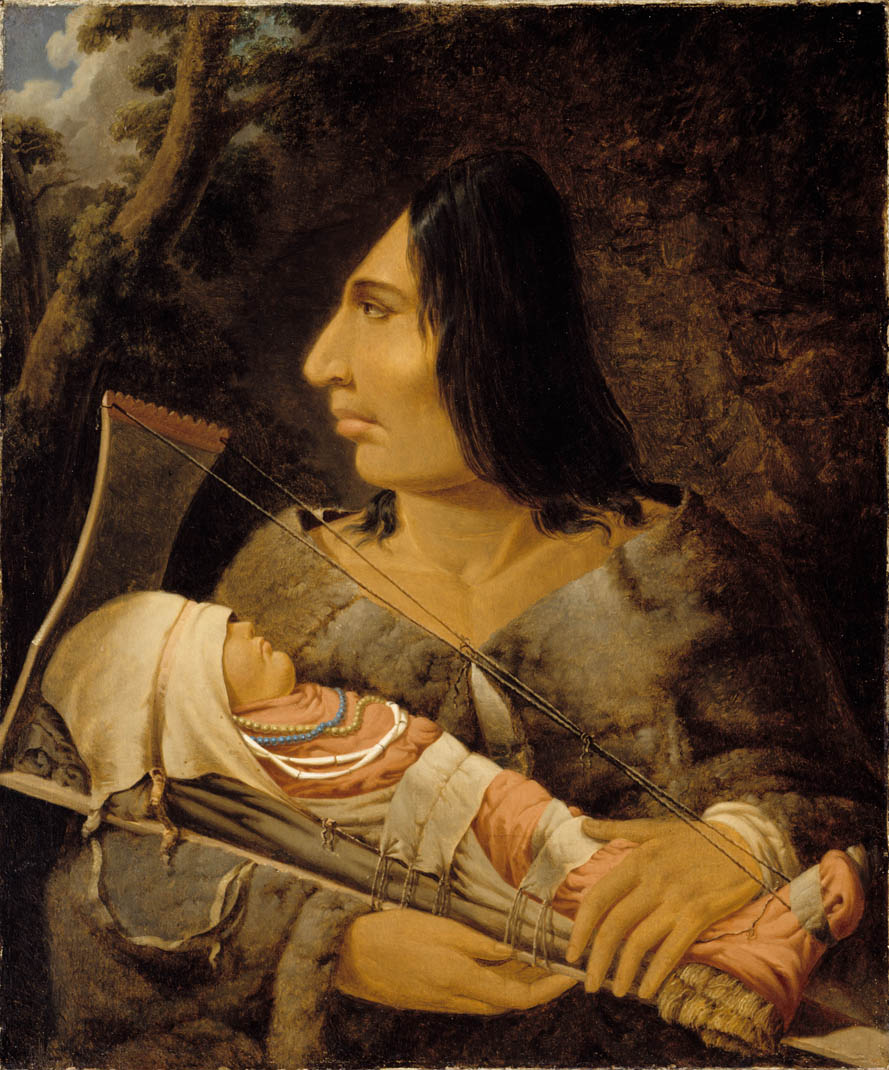
Paul Kane, Flathead Woman with Child (1848-1853)
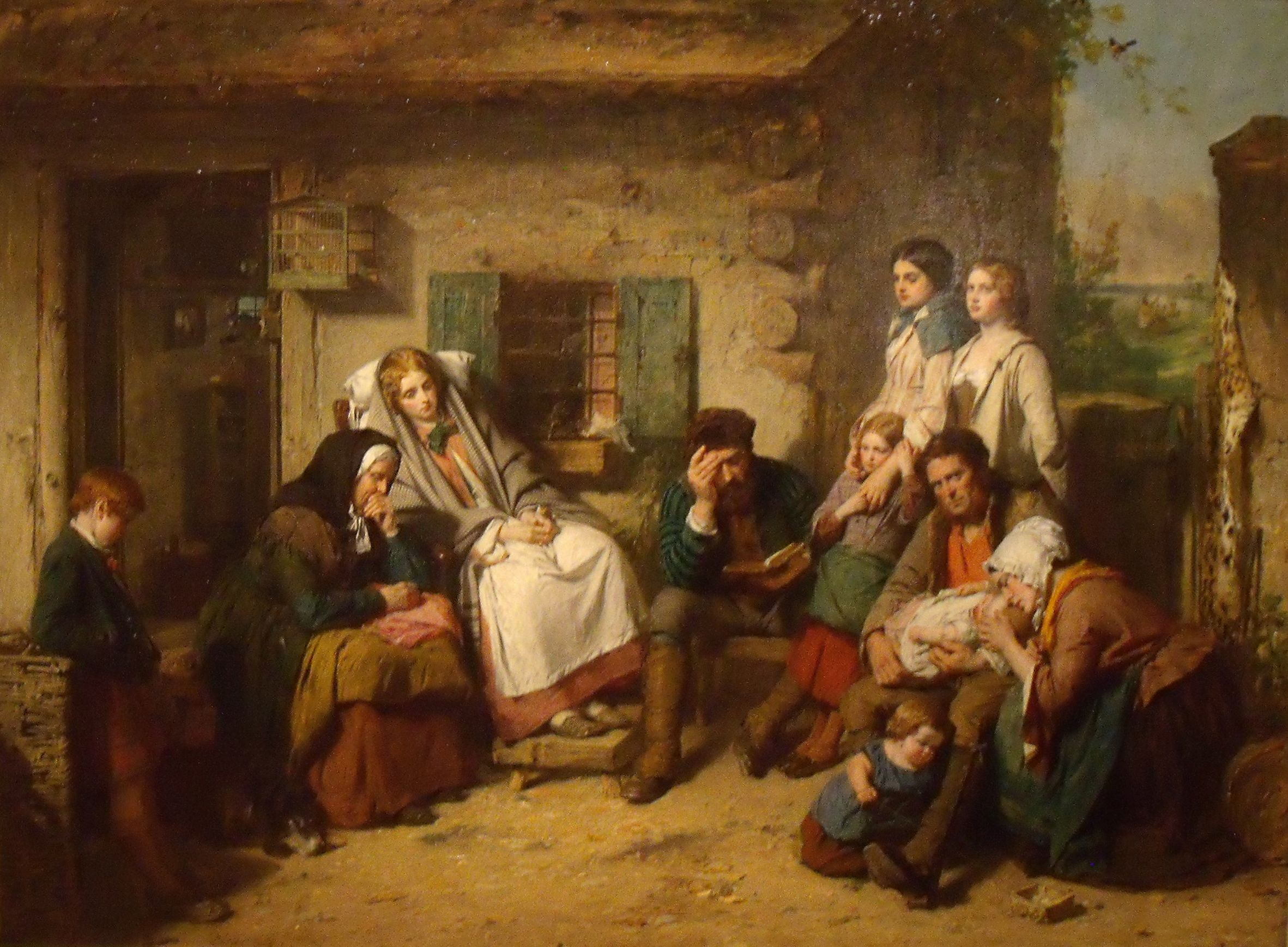
Thomas Faed, Le Dimanche dans l'arrière-pays canadien (1859)
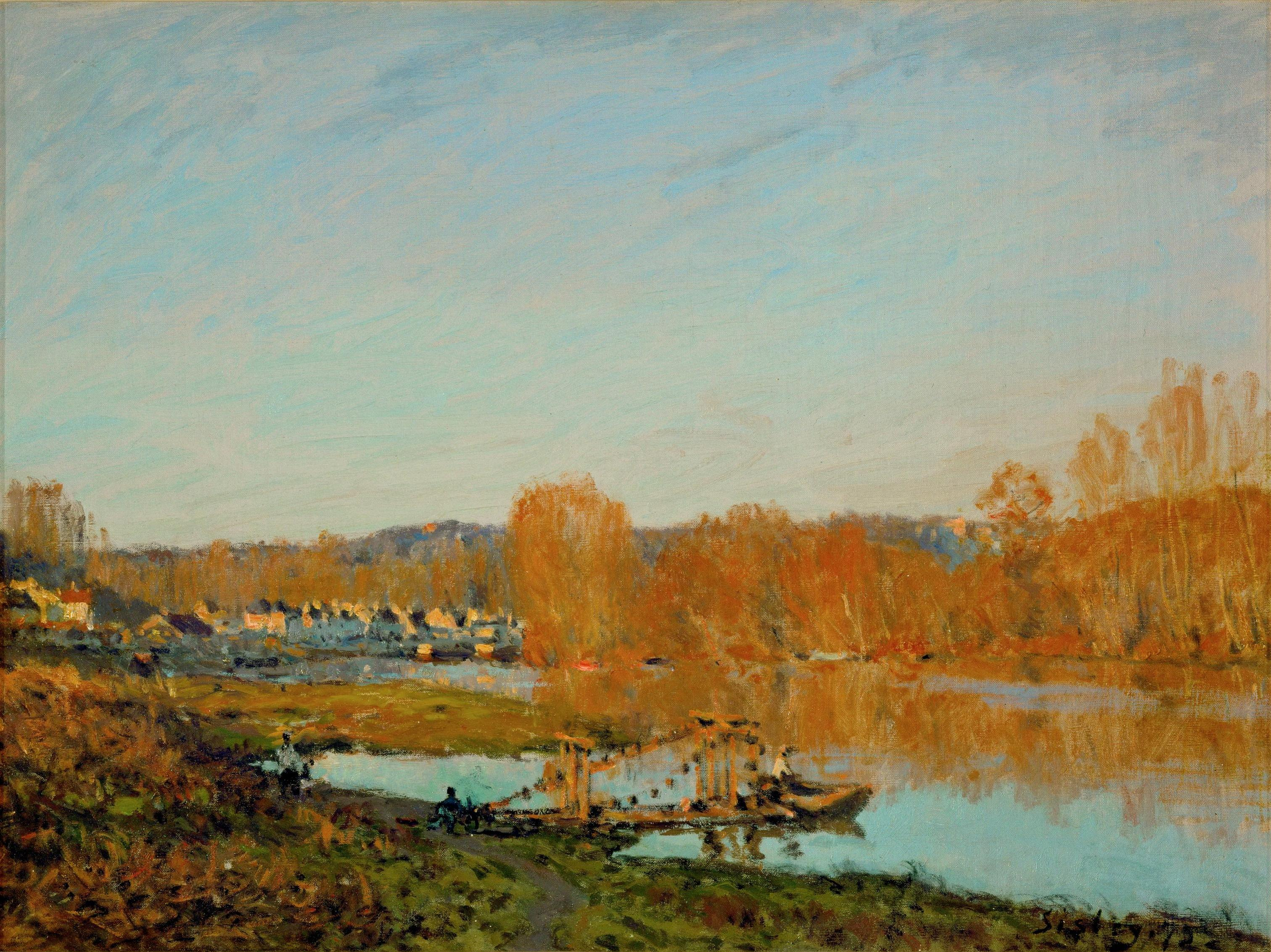
Alfred Sisley, L'Automne : bords de la Seine près de Bougival (1873)
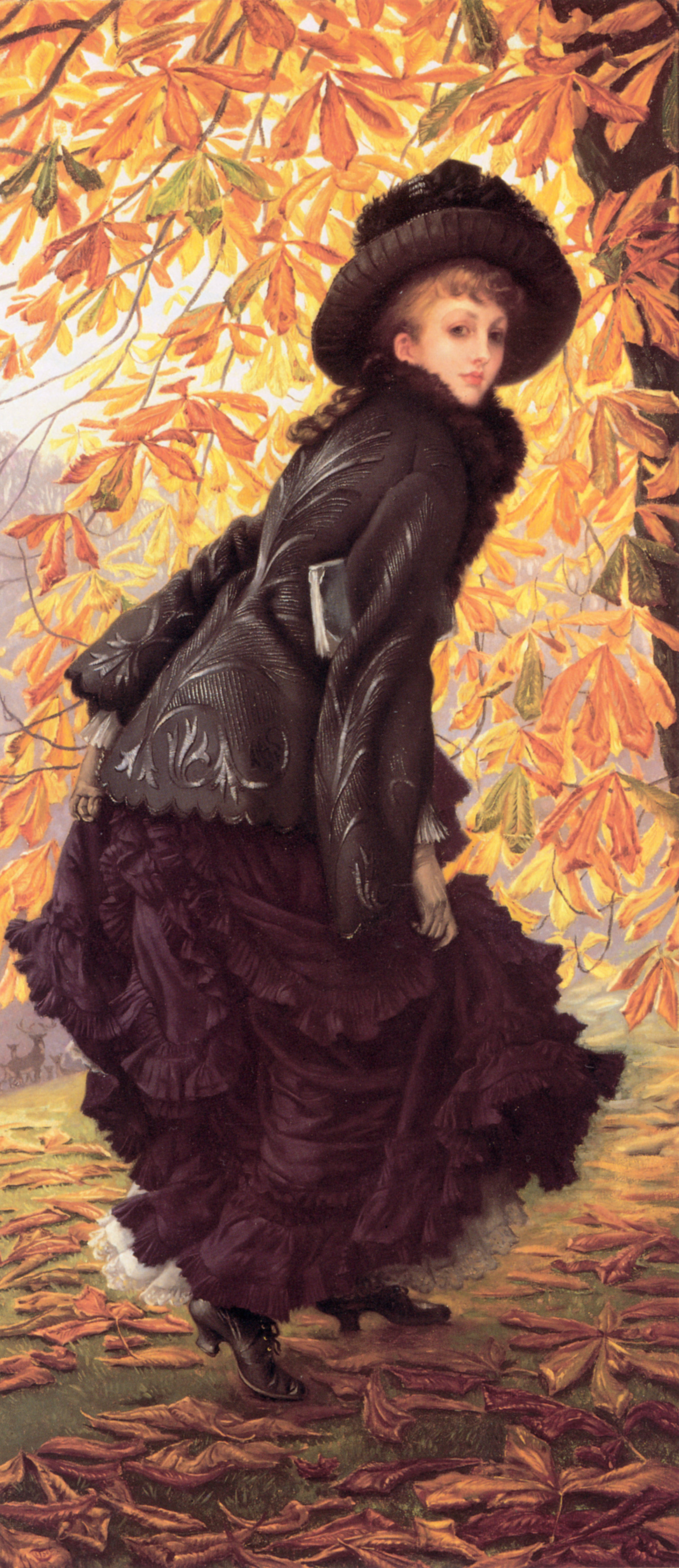
James Tissot, Octobre (1877)
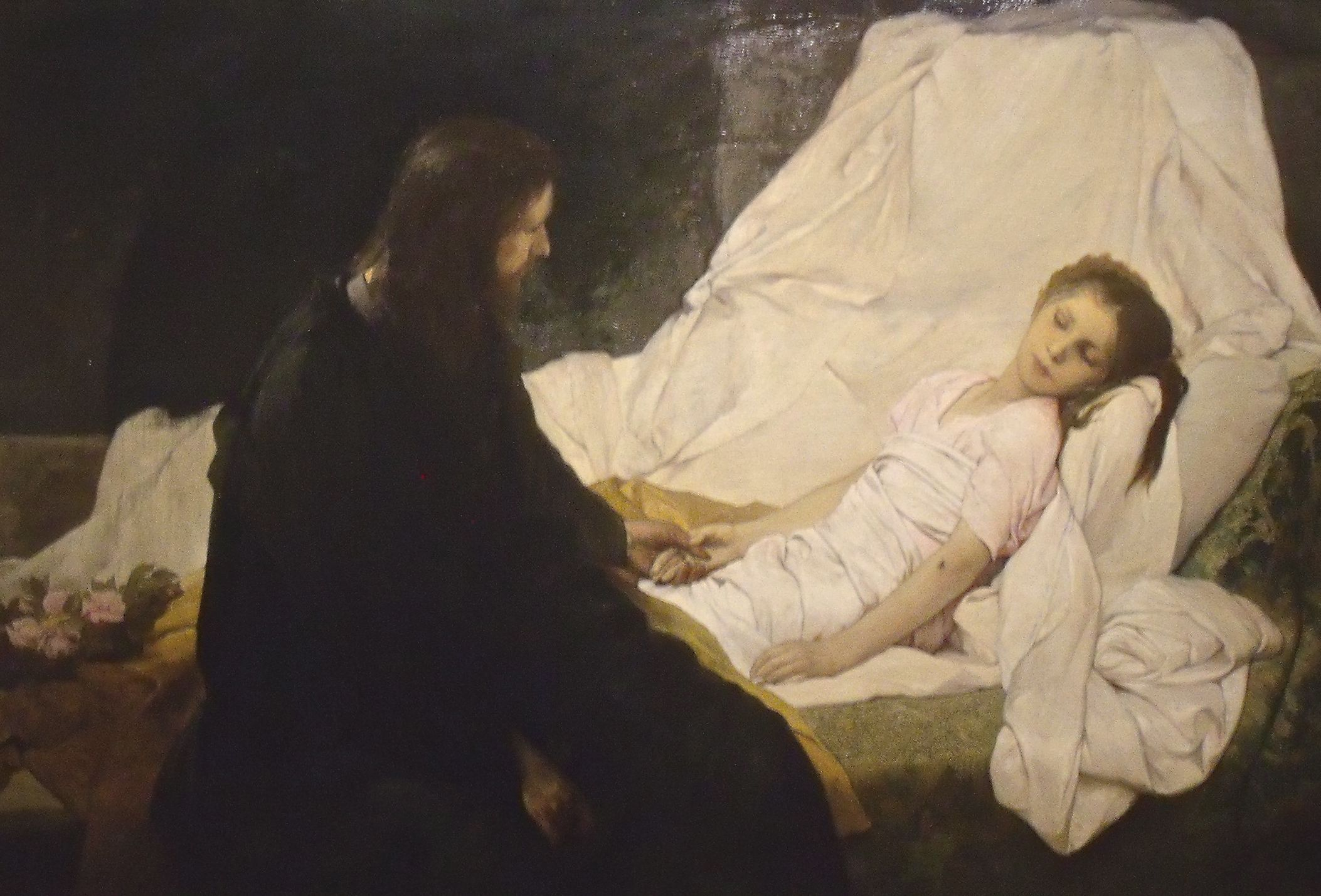
Gabriel von Max, La Résurrection de la fille de Jaïre (1878)
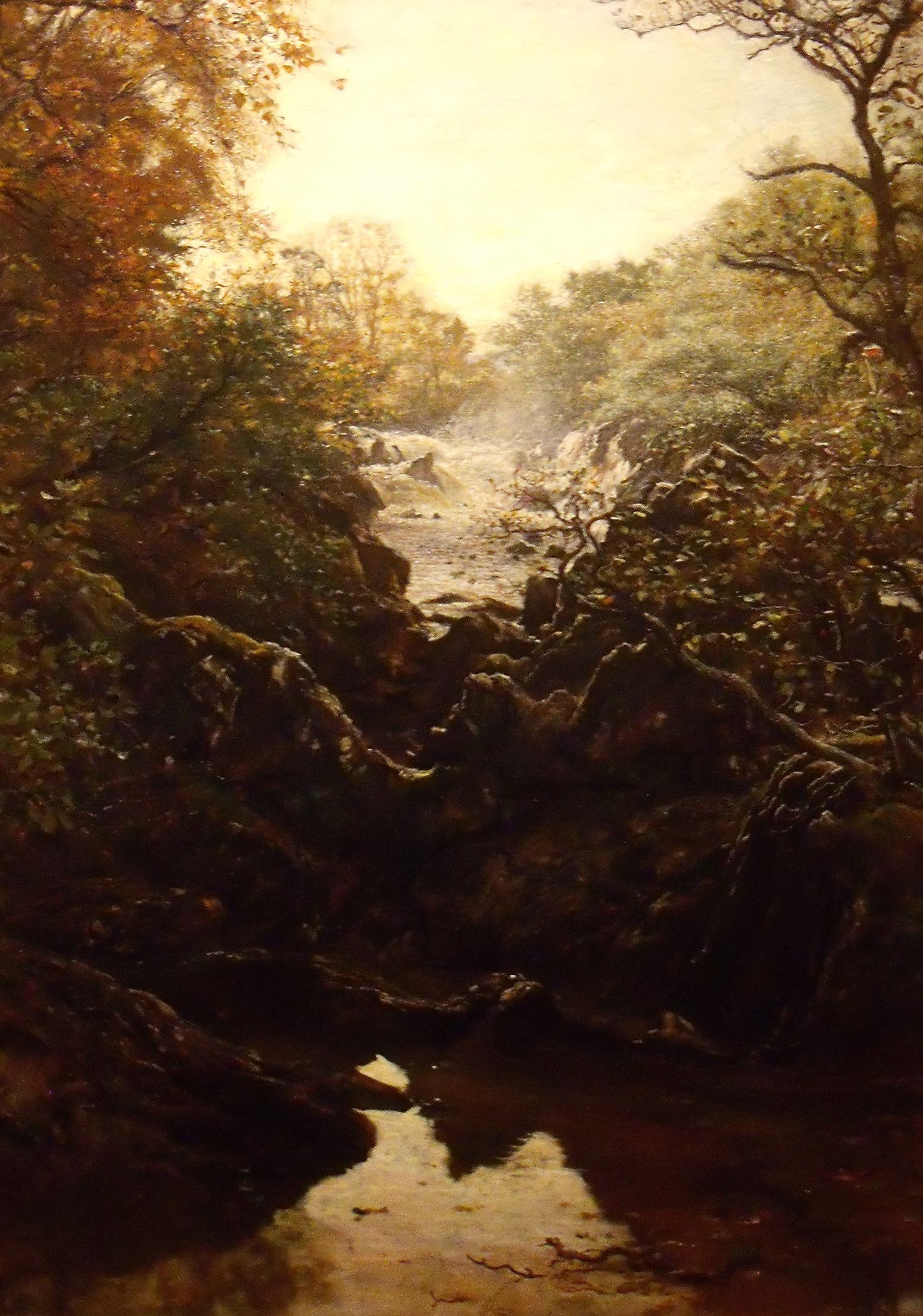
John Everett Millais, L'Été de la Saint-Martin (1878)
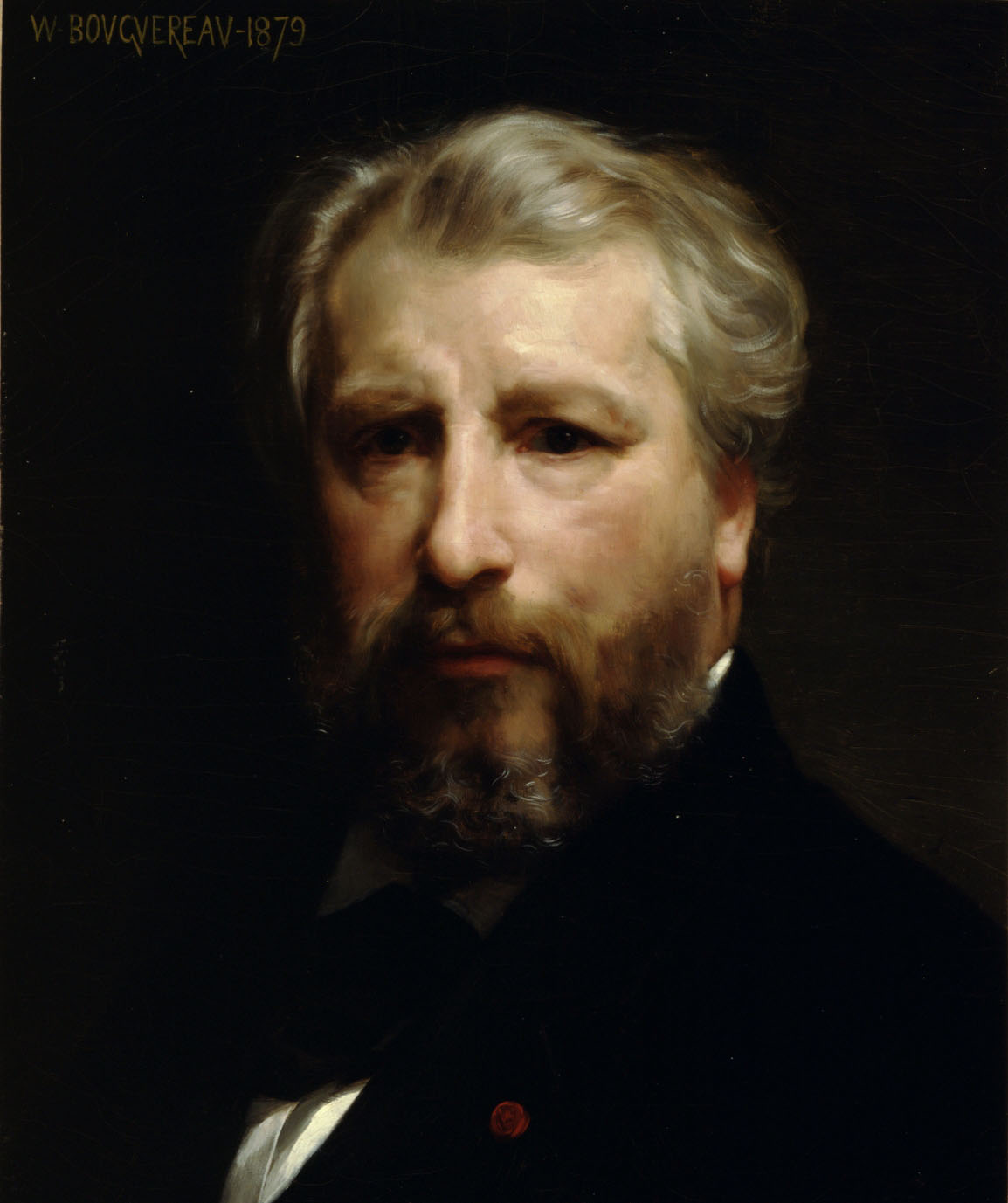
William-Adolphe Bouguereau, Portrait de l'artiste (1879)
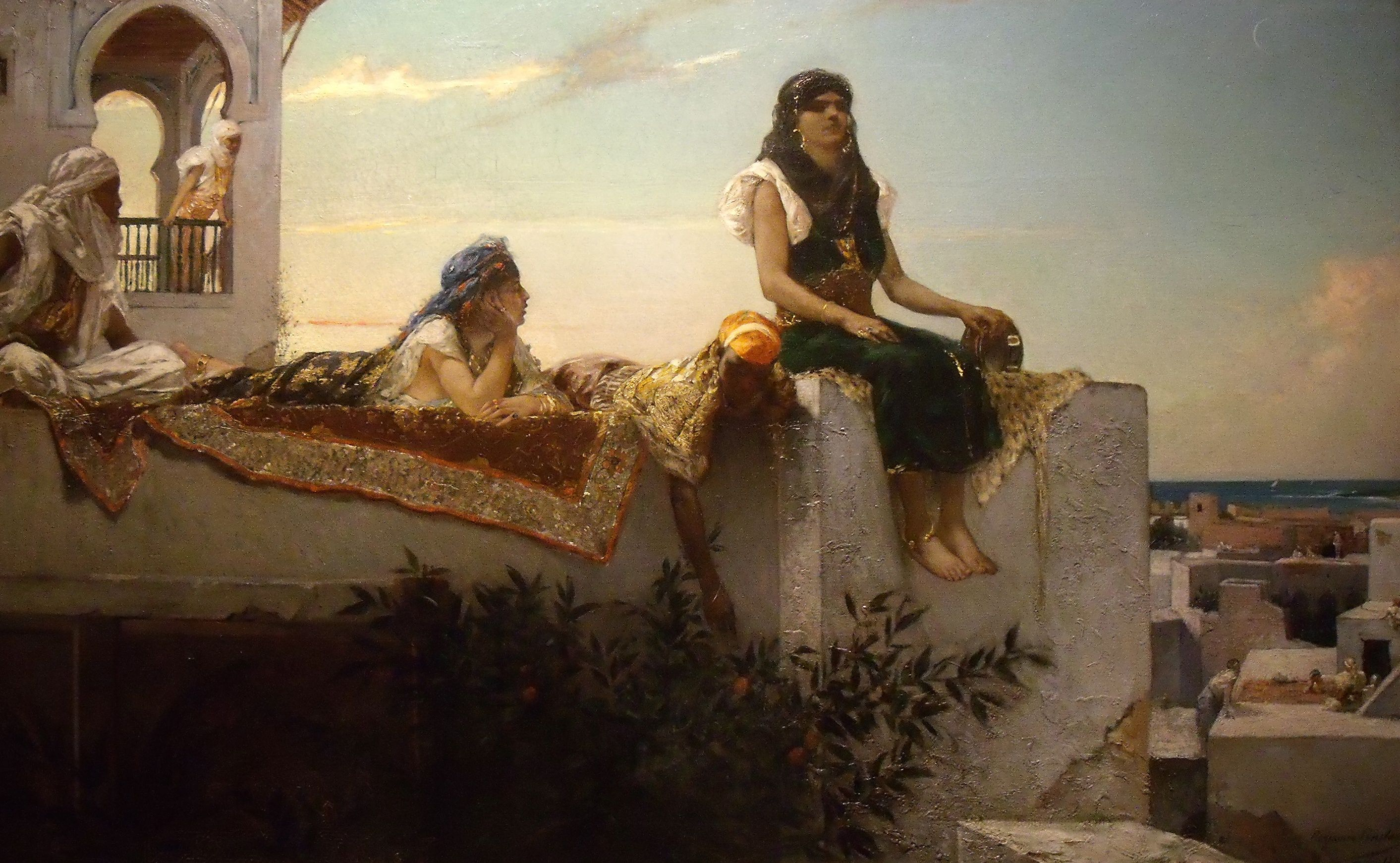
Jean-Joseph Benjamin-Constant, Le Soir sur les terrasses (Maroc) (1879)
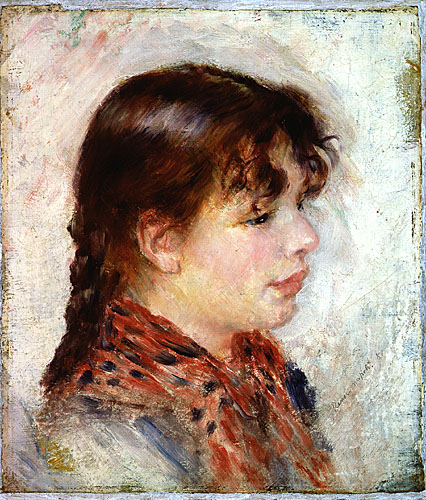
Auguste Renoir, Tête de jeune fille napolitaine (1881)
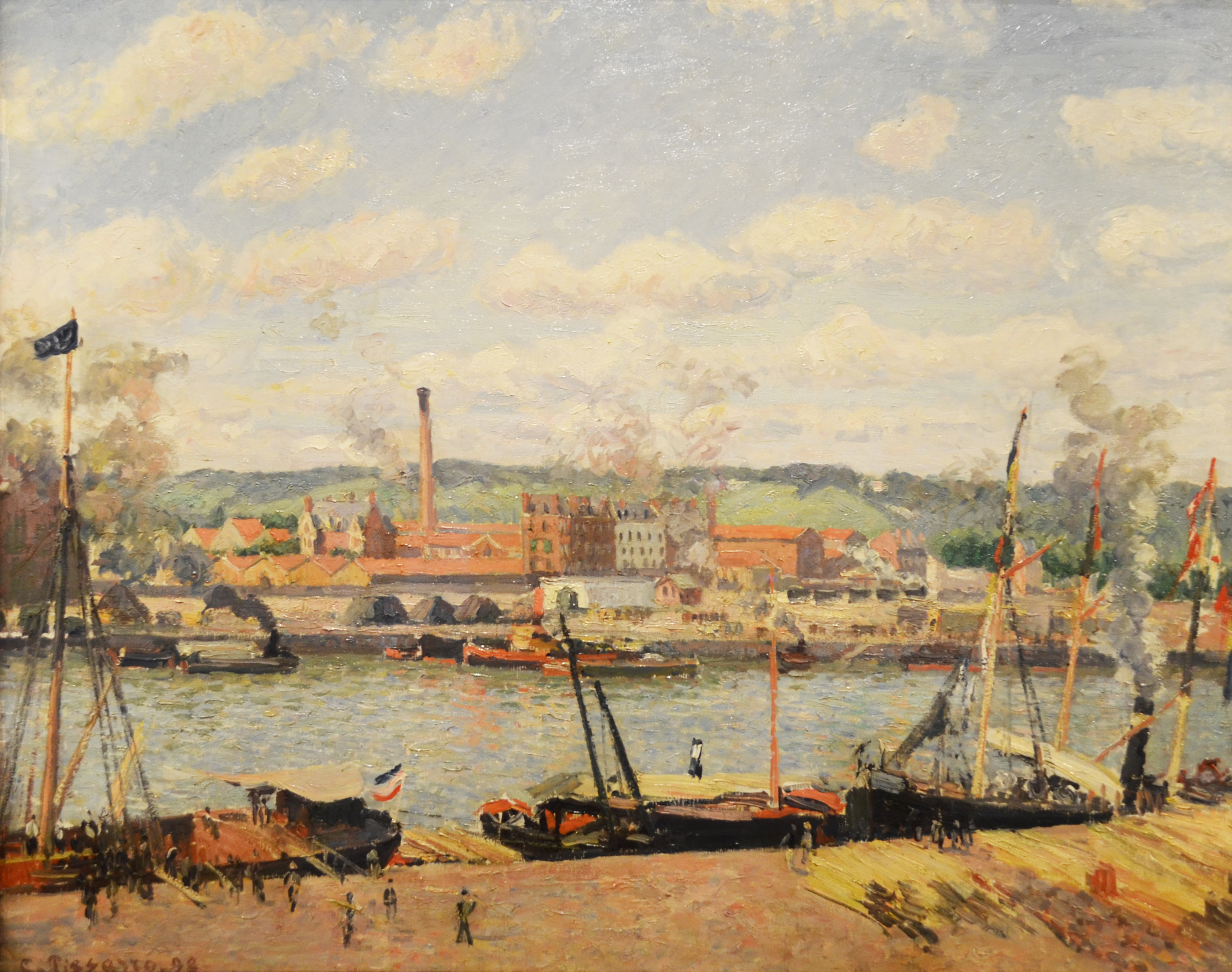
Camille Pissarro, Vue de la cotonnière d'Oissel, environs de Rouen (1898)
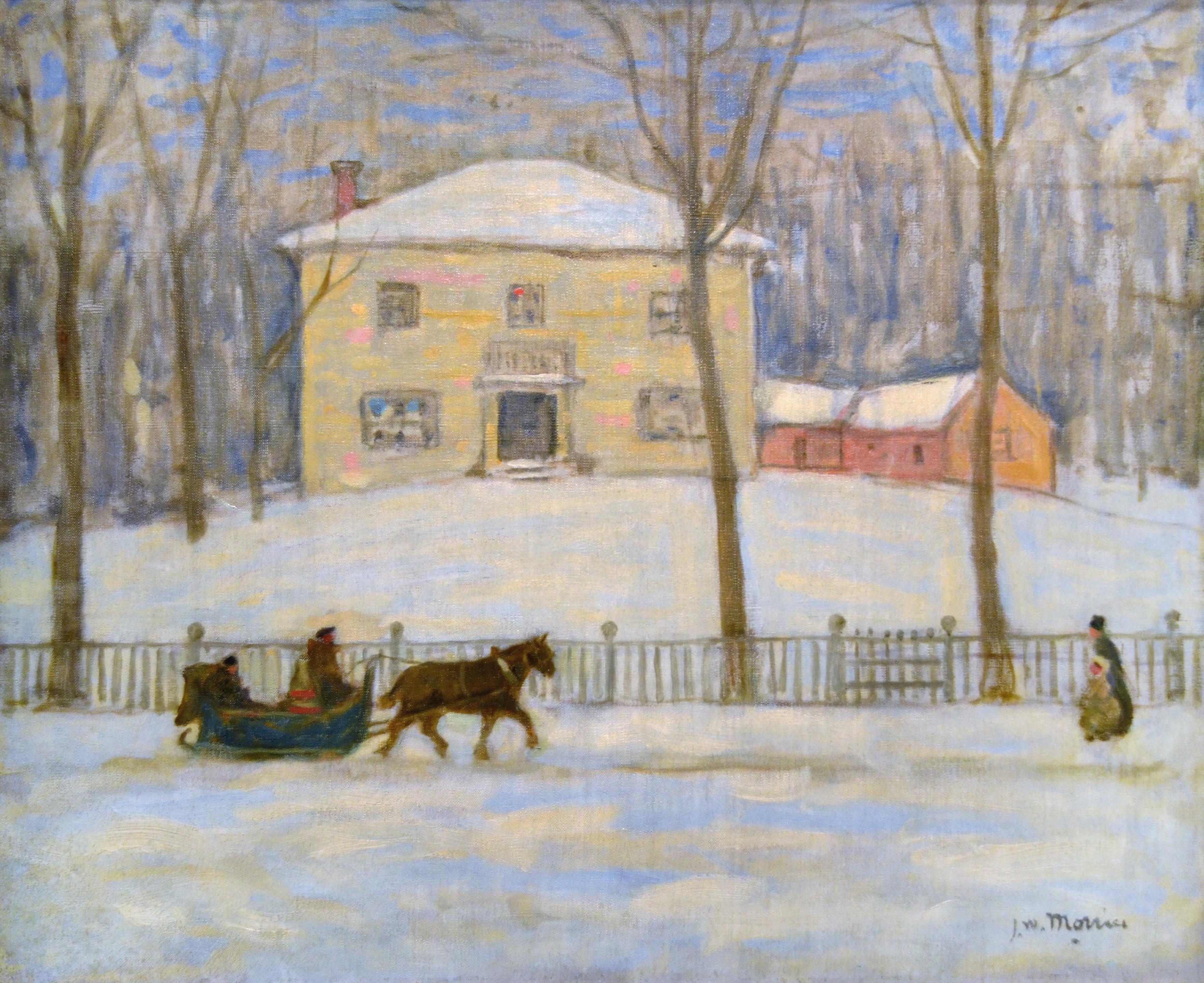
James Wilson Morrice, La Vieille Maison Holton à Montréal (1908-1909)
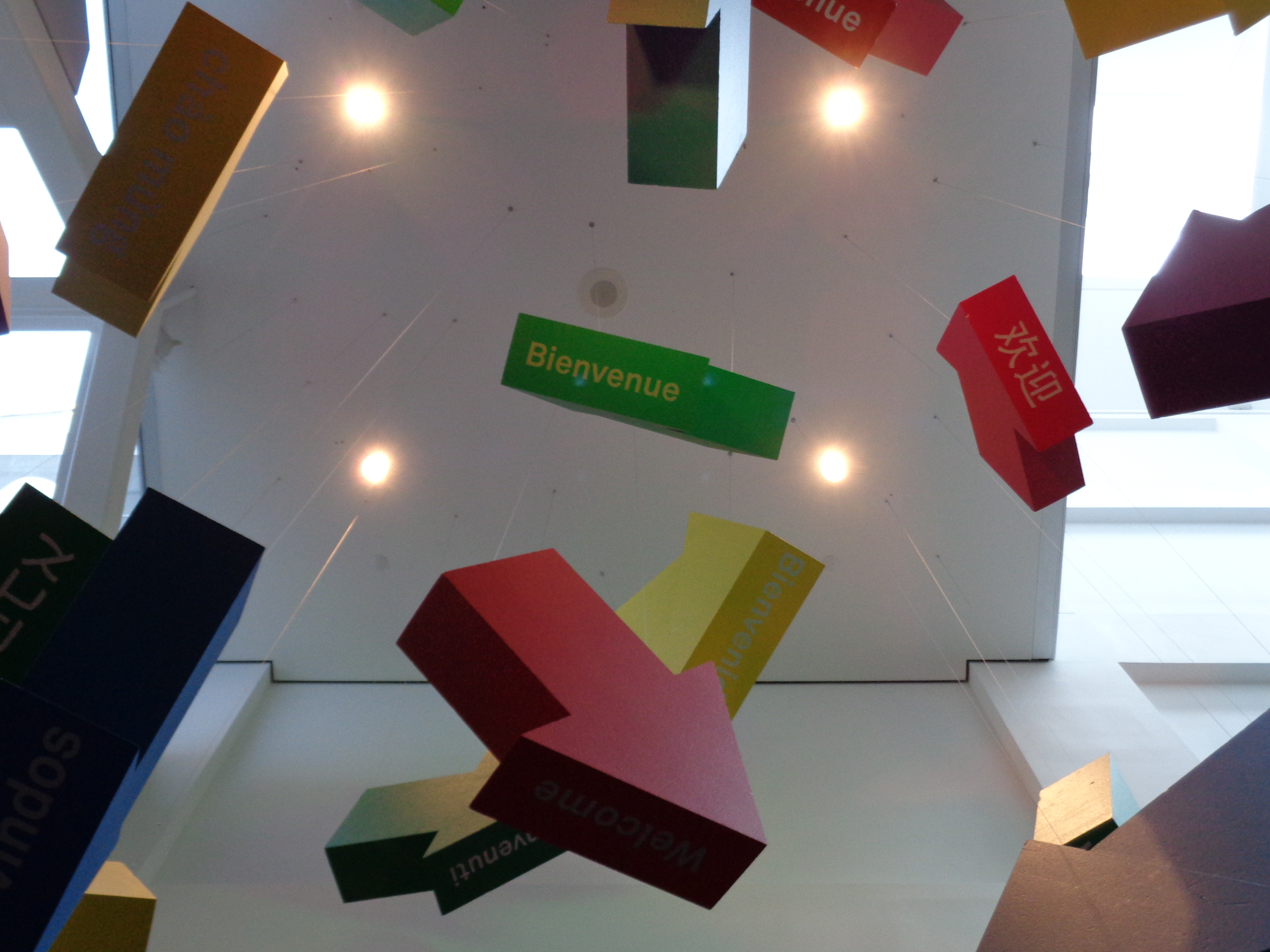
Bienvenue
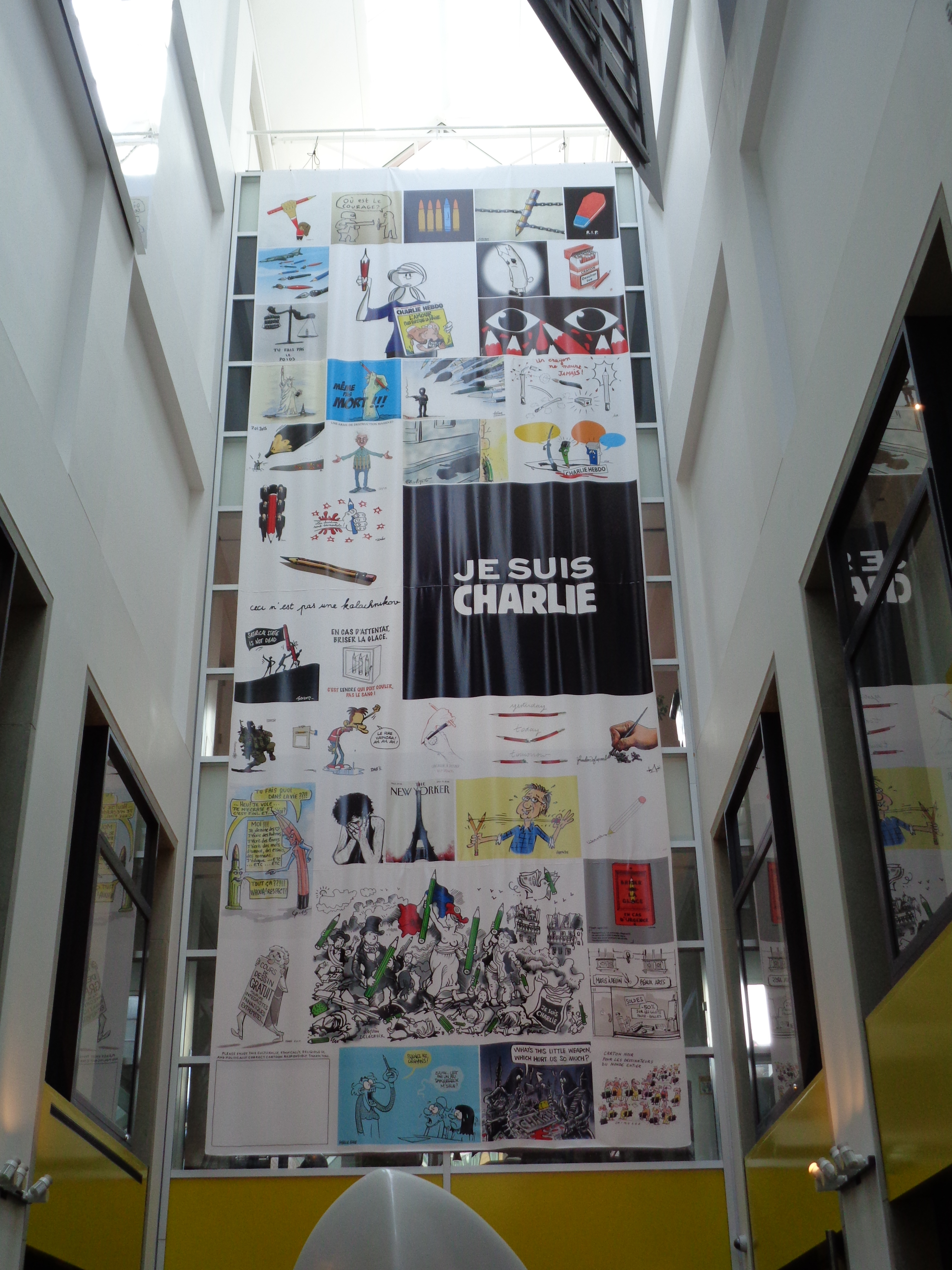
Je suis Charlie
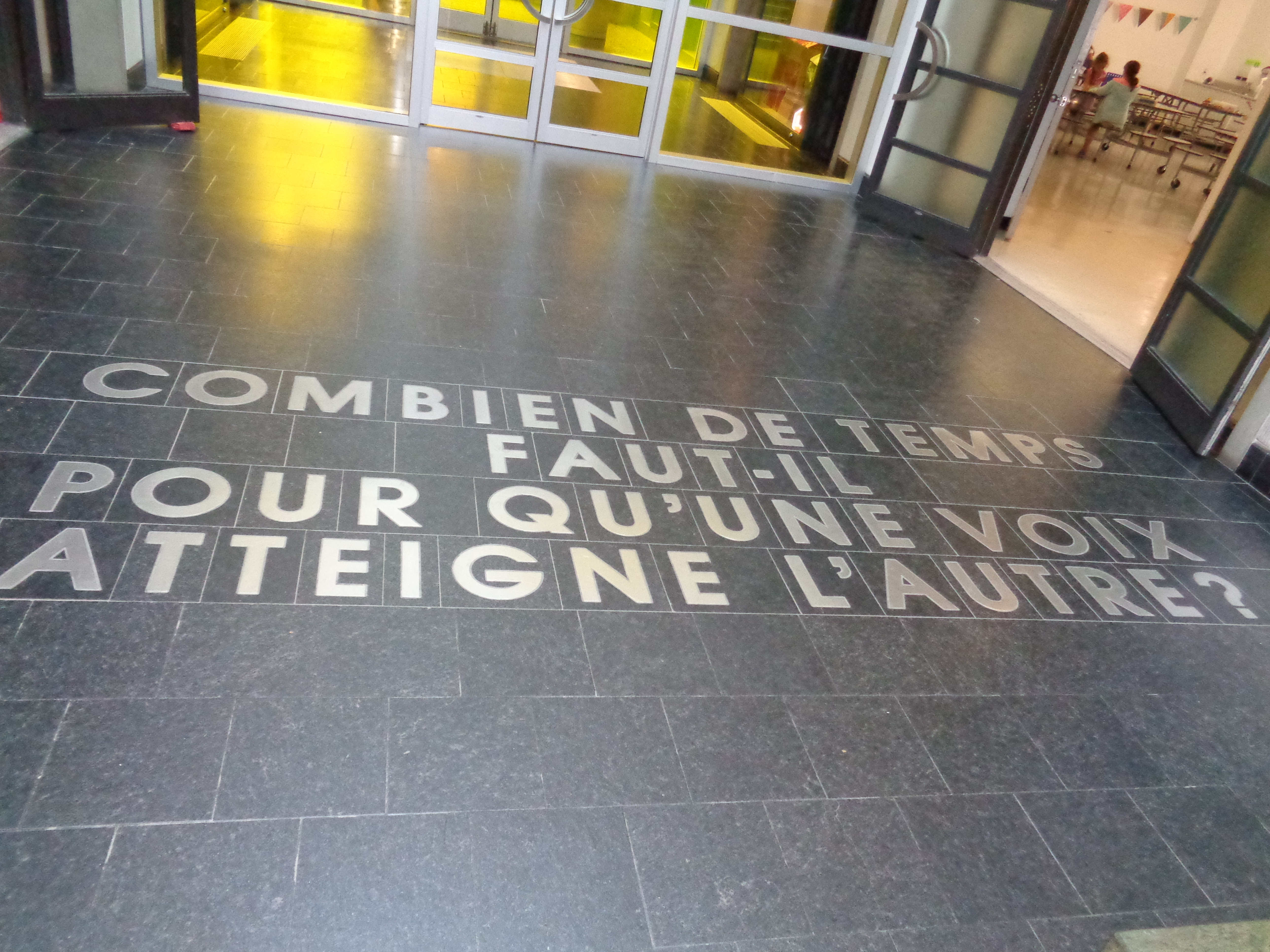
Combien de temps faut-il pour qu'une voix atteigne l'autre ?

## Jardin de sculptures
Entrepris en 2002 et inauguré en 2004, le Jardin de sculptures Max et Iris Stern devient un regroupement majeur d'œuvres d'art public dans la foulée de l'aménagement du nouveau pavillon Claire et Marc Bourgie. Principalement aménagé sur l'avenue du Musée, le jardin est agrémenté d'ormes et de charmes d'Amérique. Des blocs de calcaire, choisis et disposés par l'artiste Adad Hannah, servent de bancs et de socles pour les sculptures. Les artistes suivants sont représentés dans le jardin :
- L'Œil, David Altmejd
- Cœurs jumeaux de six pieds, Jim Dine
- Shlosha, Équinoxe, Kosso Eloul
- Claudia, Joe Fafard
- Building IV, Antony Gormley
- Grande tête totémique, Henry Moore
- Figure allongée, en trois morceaux, No 1, Henry Moore
- Sans titre, Mimmo Paladino
- Hibou-Pelle, Jean-Paul Riopelle
- Jean d'Aire, Auguste Rodin
- Hommage au Tiers-Monde, Armand Vaillancourt
- Le Soleil, Dale Chihuly
- Love Buzz, Aaron Curry

Ainsi que Valérie Blass, César, Barry Flanagan, François-Xavier Lalanne, Fernand Léger, Jaume Plensa et Colleen Wolstenholme (en).

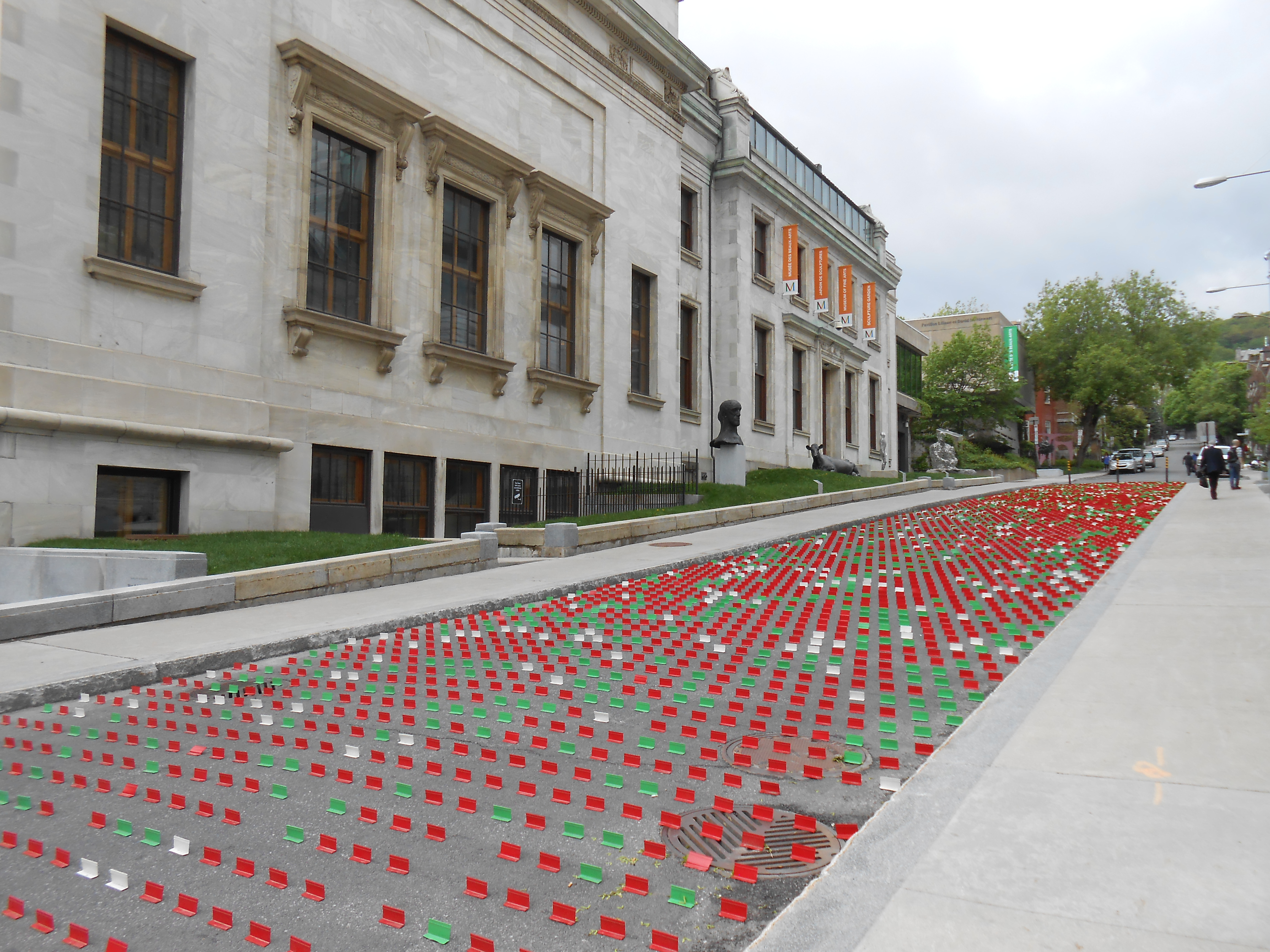
Aperçu du jardin des sculptures entre les pavillons Michal et Renata Hornstein et Claire et Marc Bourgie.
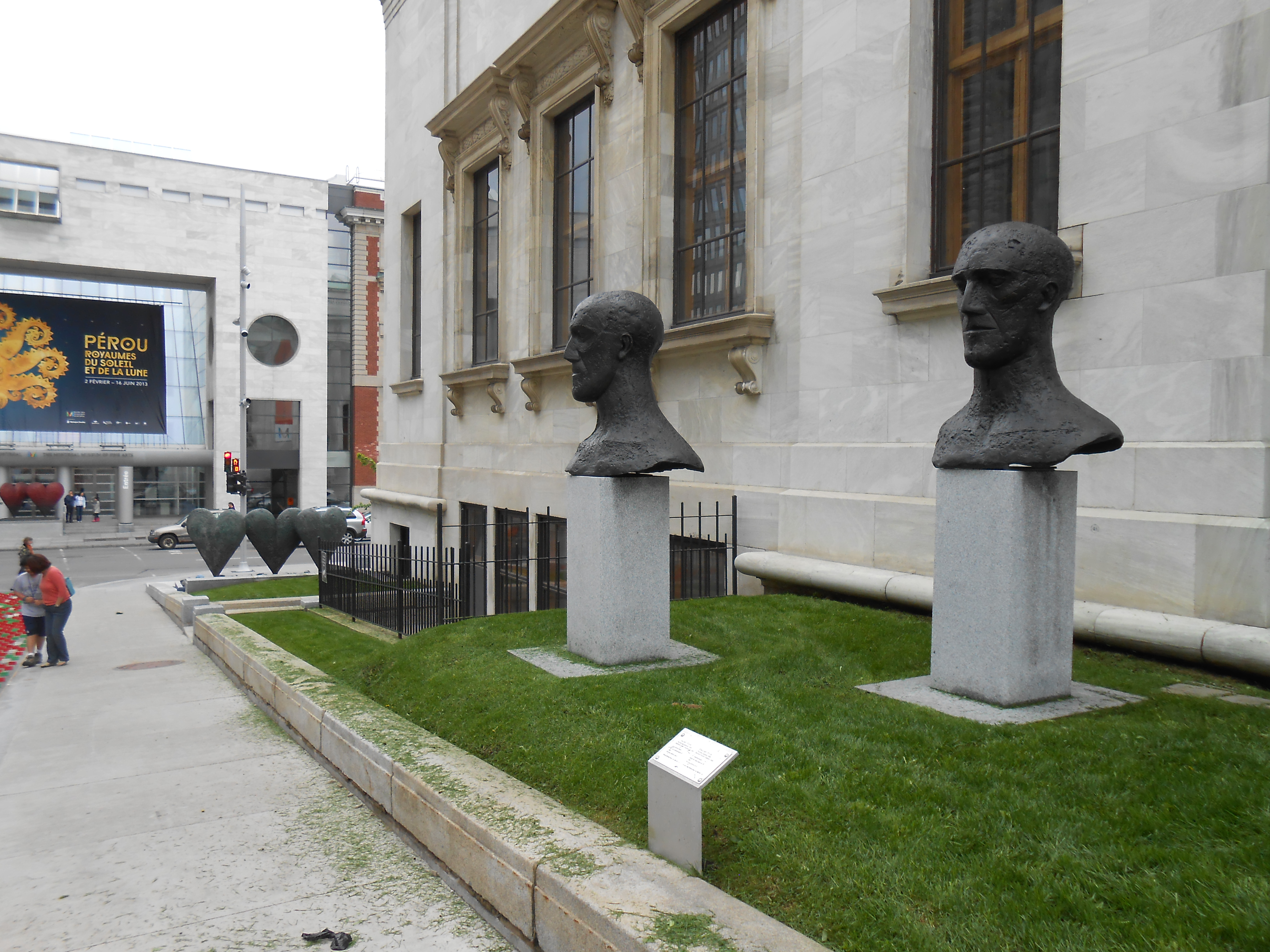
Aperçu du jardin des sculptures avec le pavillon Jean-Noël Desmarais en arrière-plan de l'autre côté de la rue Sherbrooke.

## Mécènes
Parmi les donateurs importants du Musée des beaux-arts de Montréal, mentionnons :
- Pour la période 1860-1912 : Benaiah Gibb, John W. Tempest, R.B Angus, Sir George A. Drummond, James Ross, Sir William Van Horne ;
- Pour la période 1912-1939 : famille de Lord Strathcona, Mabel Molson, Cleveland Morgan, Harry A. Norton, Vincent Meredith ;
- Pour la période 1939-1976 : Murray G. Ballantyne, William Gilman Cheney, Huntly Redpath Drummond, Famille J.W. McConnell, Hartland Molson, Joseph-Arthur Simard, Horsley Townsend et Annie Townsend, Adaline Van Horne, Olive Hosmer ;
- Pour la période 1976-1991 : Samuel Bronfman et Saidye Bronfman, Maxwell Cummings, Maurice Corbeil, Paul Desmarais sr., M. et Mme Michal Hornstein, Max Stern ;
- Pour la période 1990-2008 : Plusieurs grandes entreprises et fondations privées, Liliane M. Stewart et David M. Stewart, Ben Weider , Renata et Michal Hornstein, Serge Joyal , Bernard Lamarre, etc.
- Depuis 2009 : La famille Bourgie (Marc et Claire)
- Michel de la Chenelière grâce à qui les Studios Art & Éducation Michel de la Chenelière ont été inaugurés. Ces studios enrichissent le volet éducatif du musée et offrent des ateliers destinés à former de jeunes visiteurs[107].
- Michal Hornstein et son épouse Renata, en 2012, effectuèrent une donation de soixante-quinze tableaux anciens qui constitue un enrichissement sans précédent pour le MBAM. Elle est révélée au public dans le pavillon pour la Paix, inauguré le 9 novembre 2016.

## Collection: les trésors desHornstein
Décédés tous les deux (Renata et Michal) en cette année (2016) à trois mois d'intervalle, les collectionneurs montréalais ne verront pas l'inauguration du Pavillon pour la Paix, qui abrite désormais leur exceptionnelle collection de maîtres anciens. En 2012, ils avaient fait don au Musée des beaux-arts de Montréal de soixante-quinze tableaux, hollandais et flamands du XVIIe siècle pour la plus grande part. Liés depuis plus de quarante ans à l’institution de la rue Sherbrooke, les Hornstein lui avaient déjà offert trois cent soixante-dix œuvres, dont trente tableaux, essentiellement du XVe au XVIIIe siècle, mais aussi un ensemble de dessins de Ferdinand Hodler.
« Mon conseil au collectionneur est qu'il est préférable d'acheter une seule œuvre de qualité, plutôt que trois de second ordre », affirmait-il.

### Peintres du premier cercle
Au XVIIe siècle, les Pays-Bas voient la naissance d'un véritable marché de l'art, organisé en cercles concentriques. Chaque genre compte ses maîtres, autour desquels se forment des cercles d'émules et d'imitateurs proposant des œuvres « dans le goût de », adaptées à tous les budgets.

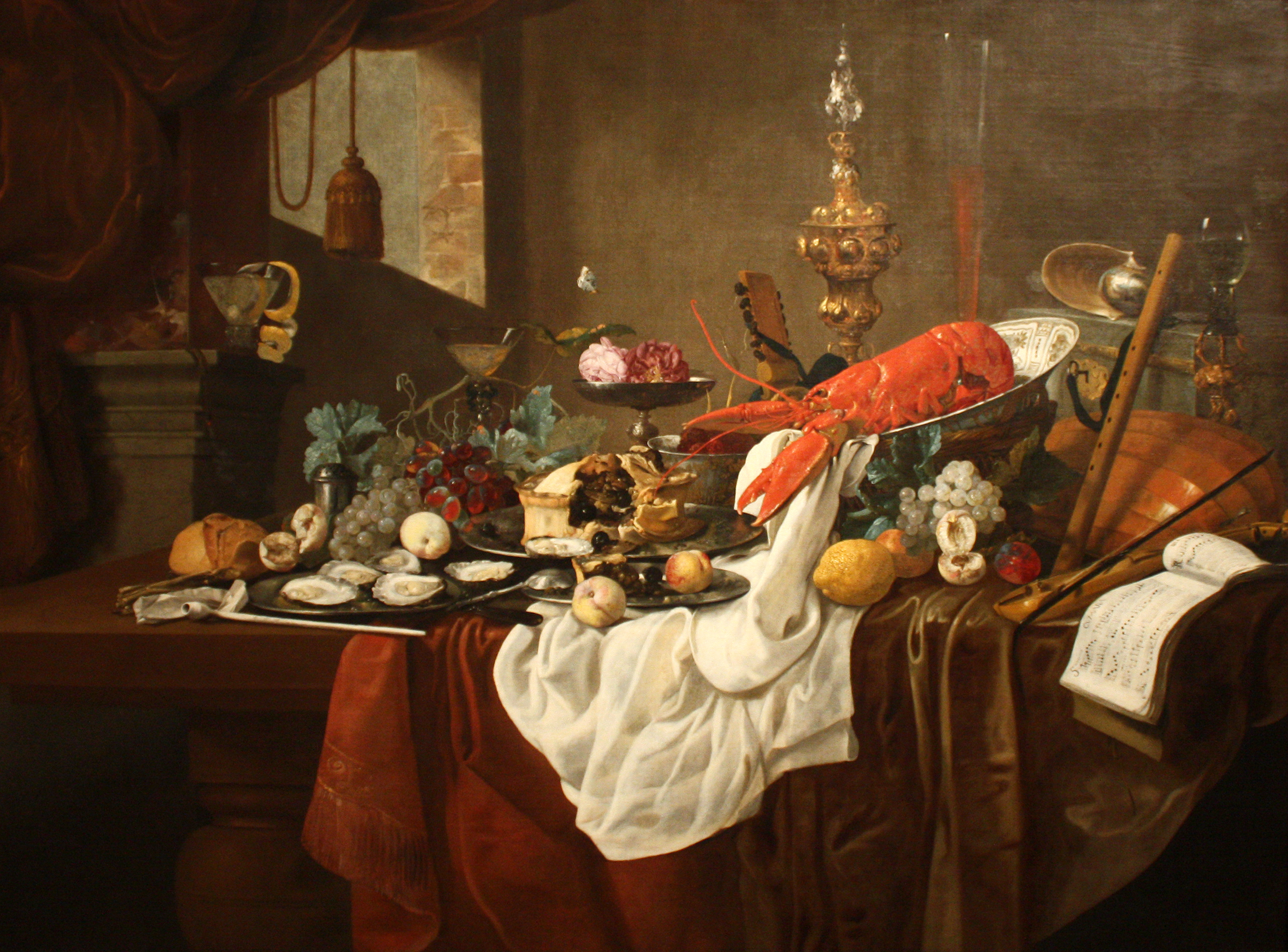
Christian Luycks, Nature morte, vers 1650, Columbus Museum of Art.

La plupart des artistes réunis dans la collection Hornstein appartiennent sans conteste au premier cercle, celui qui donne le ton, innove et crée les images. Les meilleurs représentants de chaque genre et sous-genre sont ici présents : les paysages ruraux de Jan van Goyen et Jacob van Ruisdael, les marines de Simon de Vlieger et Willem van de Velde le Jeune, les natures mortes de Willem van Aelst, Pieter Claesz et Abraham van Beijeren, les peintres d'architectures de Jan van der Heyden et Hendrik van Steenwijk I, les portraits de Caspar Netscher ou encore les scènes de genre de David Teniers l'Ancien. Enfin côté flamand, on remarque la rare Nature morte sur cuivre de Christian Luycks, qui accompagne celles de Jan Fyt et Osias Beert. Elles rejoignent la spectaculaire Nature morte au gibier de Frans Snyders, offerte en 2010.
Illustrant fidèlement la variété de la peinture hollandaise du XVIIe siècle, la collection réserve une place à la peinture d'histoire avec Les Hespérides remplissant la corne d'abondance du maniériste Cornelis Cornelisz van Haarlem, et le Retour de l'enfant prodigue, peint par Jan Steen. Les paysagistes italianisants, bien représentés à travers Jan Asselyn, Nicolaes Berchem, Bartholomeus Breenbergh et Cornelis van Poelenburgh, assurent le lien avec les tableaux italiens de la donation, comme la Nature morte aux instruments de musique d'Evaristo Baschenis, le Portrait de madame Lethieullier de Rosalba Carriera et la délicieuse Madeleine pénitante de Giovanni Battista Piazzetta.

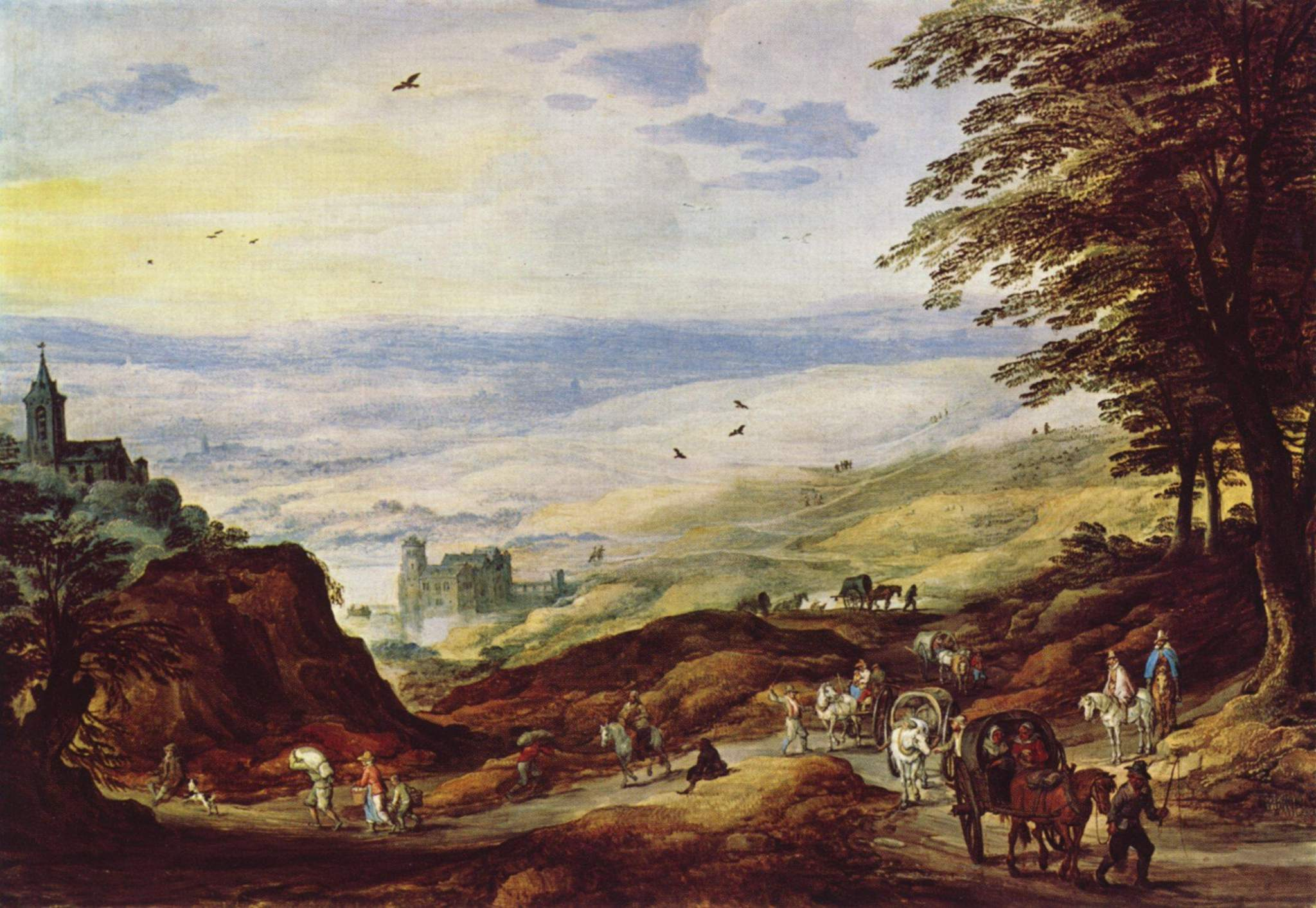
Joos de Momper, Paysage avec vue lointaine, peinture sur bois,, Alte Pinakothek.

Parmi les chefs-d'œuvre, il faut évidemment mentionner L'Adoration des mages, un panneau peint dans les années 1520 par Adriaen Isenbrant, un élève de Gérard David, dont le chromatisme chaleureux enveloppe la douce émotion de la scène. Ou encore le Vieux Savant dans son cabinet de Jan Lievens (vers 1630). Ce tableau a été peint à Leyde, à une époque où l'artiste était considéré comme l'égal de Rembrandt. Enfin, le Grand paysage de montagne avec voyageurs et mendiants de Joos de Momper constitue selon Hilliard T. Goldfard, conservateur du département des maîtres anciens au Musée des beaux-arts, l'une des pièces les plus incroyables du don.
Bien qu'il ait été agrandi en 2011, le musée n'était pas en mesure d'absorber et de présenter cet ensemble dans les salles dévolues à la peinture ancienne. La construction d'une nouvelle extension, le pavillon pour la Paix, a donc été décidée, rendue possible par l'octroi d'une subvention exceptionnelle de dix-huit millions de dollars par le gouvernement québécois (sur un budget de vingt-cinq).

## Direction du musée
- Robert Tyler Davis (1949-1952)
- John Steegman (1951-1959)
- Evan H. Turner (1959-1964)
- David G. Carter (1964-1976)
- Jean Trudel (1977-1983)
- Alexandre Gaudieri (1983-1986)
- Pierre Théberge (1986-1997)
- Guy Cogeval (1998-2006)
- Nathalie Bondil (2007-2020)
- Stéphane Aquin (2020-)[108]

## Relations internationales
Le musée fait également partie du Groupe international des organisateurs de grandes expositions, qui regroupe les plus grands musées du monde, incluant plusieurs musées parisiens (Louvre, Orsay), le musée de l'Ermitage et le Metropolitan Museum of Art de New York. Bien que le MBAM possède une collection encyclopédique limitée en comparaison de ces grands musées, il tire néanmoins son épingle du jeu en organisant de grandes expositions sur des thèmes originaux qu'il exporte ensuite à travers le monde.

## Expositions passées et actuelles
- Momies égyptiennes : passé retrouvé, mystères dévoilés, du 14 septembre 2019 au 2 février 2020

Exposition Chagall au Musée des beaux-arts de Montréal, 2017.

- Thierry Mugler : Couturissime, du 2 mars au 8 septembre 2019
- Alexander Calder : un inventeur radical, du 21 septembre 2018 au 24 février 2019
- D’Afrique aux Amériques : Picasso en face-à-face, d’hier à aujourd’hui, du 12 mai au 16 septembre 2018
- Napoléon : art et vie de cour au palais impérial, du 3 février au 10 mai 2018
- Il était une fois ... le western, une mythologie entre art et cinéma, du 14 octobre 2017 au 28 janvier 2018
- La Balade pour la Paix, un Musée à ciel ouvert 5 juin au 29 octobre 2017
- RÉVOLUTION -«You say you want a revolution » 17 juin au  9 octobre 2017
- Chagall : Couleur et musique  28 janvier au 11 juin 2017
- Focus Perfection: Robert Mapplethorpe 10 septembre 2016 au 22 janvier 2017
- POMPÉII 6 février au 5 septembre 2016
- Une modernité des années 1920. Le Groupe de Beaver Hall, 24 octobre 2015 au 31 janvier 2016
- Marion Wagschal, Rétrospective 2015
- Métamorphoses. Dans le secret de l’atelier de Rodin. Du 30 mai au 18 octobre 2015.
- Merveilles et mirages de l’orientalisme : de l’Espagne au Maroc, Benjamin-Constant en son temps. Du 31 janvier au 31 mai 2015.
- De Van Gogh à Kandinsky. Du 11 octobre 2014 au 25 janvier 2015.
- Fabuleux Fabergé. Du 14 juin au 5 octobre 2014.
- Peter Doig : Nulle terre étrangère. Du 25 janvier au 4 mai 2014.
- Splendore a Venezia, art et musique de la Renaissance au Baroque à Venise. Du 12 octobre 2013 au 19 janvier 2014
- Dale Chihuly, un univers à couper le souffle. Du 8 juin au 27 octobre 2013
- Le Pérou et les royaumes du soleil. Hiver 2013
- Une histoire de l'impressionnisme : chefs-d'œuvre de la peinture française du Clark. Automne 2012
- Tom Wesselmann. Été 2012
- Lyonel Feininger de Manhattan au Bauhaus. Hiver 2012
- La Planète mode de Jean Paul Gaultier : de la rue aux étoiles. Du 17 juin au 2 octobre 2011
- L'empereur guerrier de Chine et son armée de terre cuite. Du 11 février au 26 juin 2011
- Rouge Cabaret : le monde effroyable et beau d'Otto Dix. Du 24 septembre au 2 janvier 2011
- We Want Miles. Miles Davis : le jazz face à sa légende. Du 30 avril au 29 août 2010
- Louis C. Tiffany, Maître du verre. Du 11 février au 2 mai 2010
- Waterhouse, Le préraphaélite moderne. Du 1er octobre 2009 au 7 février 2010
- Grandeur nature. Peinture et photographie des paysages américains et canadiens de 1860 à 1918. Du 18 juin au 27 septembre 2009
- Imagine : la ballade pour la paix de John & Yoko, organisée avec la collaboration exceptionnelle de Yoko Ono - 2 avril au 21 juin 2009
- Kees van Dongen, un fauve en ville, du 22 janvier au 19 avril 2009
- Warhol Live. La musique et la danse dans l’œuvre d’Andy Warhol, septembre 2008 - janvier 2009
- Yves Saint Laurent, 2008
- Cuba. Art et histoire de 1968 à nos jours, 2008
- Il était une fois Walt Disney. Aux sources de l’art des studios Disney, 2007
- Il Modo Italiano. Design et avant-garde en Italie au XXe siècle, 2007
- Catherine la Grande : un art pour l’Empire. Chefs-d’œuvre du musée de l’Ermitage de Saint-Pétersbourg, 2006
- Sous le soleil, exactement. Le paysage en Provence, du classicisme à la modernité, 2005
- Égypte éternelle : chefs-d’œuvre de l’art ancien du British Museum, 2005
- Jean Cocteau, 2004
- Village global : les années 60, 2003
- Édouard Vuillard, 2003
- L'invitation au voyage : l’avant-garde française de Gauguin à Matisse, 2003
- Richelieu : L'art et le pouvoir, 2003
- Riopelle, 2002
- Grands maîtres italiens de Raphaël à Tiepolo : la collection du musée des Beaux-Arts de Budapest, 2002
- Aluminium et design, 2001
- Picasso érotique, 2001
- Hitchcock et l'art, 2000
- De Renoir à Picasso : les chefs-d’œuvre du musée de l’Orangerie, 2000
- Triomphes du baroque, 2000
- Cosmos : du Romantisme à l'Avant-garde 1999
- Monet à Giverny, 1999
- Le temps des Nabis, 1998
- Astérix, l’exposition, 1997
- Magritte, 1996
- Gauguin et l’école de Pont-Aven, 1995
- Paradis perdus : l'Europe symboliste, 1995
- Beauté mobile, 1995
- Jean Paul Lemieux, 1993
- Le génie du sculpteur dans l’œuvre de Michel-Ange, 1992
- Chefs-d’œuvre du Musée Guggenheim, 1992
- Jean-Paul Riopelle, 1992
- Les années 1920 : l’âge des métropoles, 1991
- Salvador Dali, 1990
- Paul-Émile Borduas, 1988
- Léonard de Vinci, ingénieur et architecte, 1987
- Miró à Montréal, 1986
- Pablo Picasso : rencontre à Montréal, 1985
- Bouguereau, 1984
- Colville, 1984
- Ferdinand Hodler, 1984
- Maurice Cullen, 1983
- Fernand Léger, 1982
- L'Art du cinéma d’animation, 1982
- Largillierre, portraitiste du XVIIIe siècle, 1981
- Le Musée imaginaire de Tintin, 1980
- Chefs-d’œuvre de l'Ermitage et du Musée russe de Leningrad, 1976
- Rembrandt et ses élèves, 1969
- Les trésors de Toutankhamon, 1964
- Rétrospective Picasso en gravures, 1962

## Croissance
L'année 2013 consolide la popularité et la notoriété du musée :
- plus de 85 000 personnes deviennent membres du musée, le plus grand nombre de membres pour une institution muséale au Canada ;
- 815 000 visiteurs durant l'année constituent un record ;
- don de la quarante millième œuvre pour les collections du musée ;
- organisation d'expositions d'envergure internationale et en tournée, dont un million de visiteurs pour l'exposition La planète mode Jean-Paul Gaultier.